# Art Institute of Chicago
Art Institute of Chicago (AIC) (Instytut Sztuki w Chicago) – muzeum sztuk pięknych położone w Chicago w Grant Park przy South Michigan Avenue 111. Muzeum posiada w swoich zbiorach jedną z najwspanialszych na świecie kolekcji malarstwa europejskiego, obejmującą ponad 3500 dzieł począwszy od XII aż do połowy XX w., w tym znaczącą kolekcję dzieł sztuki okresu impresjonizmu i postimpresjonizmu. Znaczącą część zbiorów muzeum stanowi ponadto sztuka amerykańska, rzemiosło artystyczne, sztuka Azji oraz sztuka współczesna. Muzeum jest połączone z uczelnią artystyczną School of the Art Institute of Chicago i kierowane przez dyrektora i przewodniczącego Jamesa Cuno. Pod względem powierzchni jest drugim muzeum sztuki w Stanach Zjednoczonych po Metropolitan Museum of Art w Nowym Jorku.

## Historia

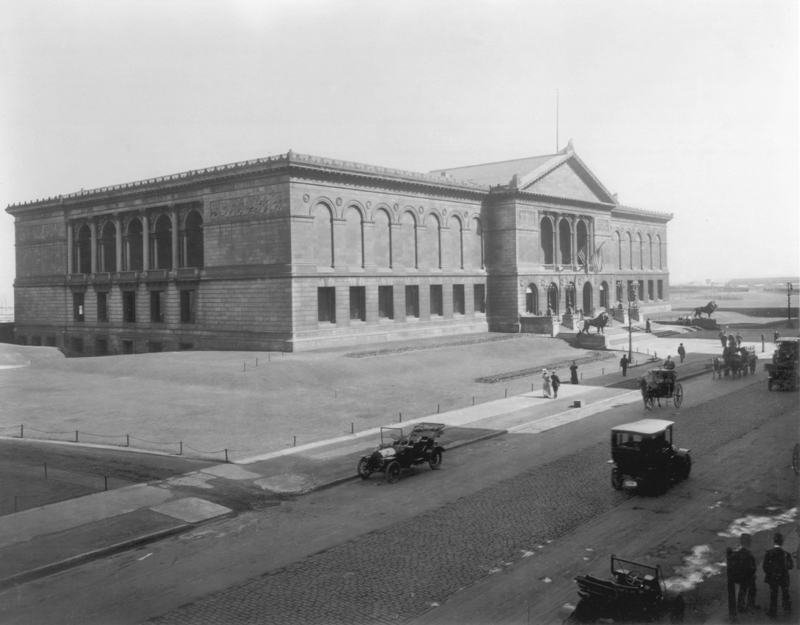
Art Institute of Chicago w 1900

W 1866 grupa 35 artystów założyła w studio na Dearborn Street szkołę Chicago Academy of Design pomyślaną jako niezależną szkołę i własną galerię sztuki. Organizacja jej była wzorowana na akademiach europejskich, jak londyńska Royal Academy of Arts, z członkami zwykłymi i stowarzyszonymi. Prawa akademii szkoła uzyskała w marcu 1867. Zajęcia w niej rozpoczęły się w 1868 i odbywały się codziennie. Miesięczny koszt nauki wynosił 10 dolarów. Powodzenie Academy of Design umożliwiło zbudowanie nowej siedziby dla potrzeb uczelni. Wzniesiony przy West Adams Street 66 budynek był 5-kondygnacyjną konstrukcją z ciosów kamiennych. Został oddany do użytku 22 listopada 1870.
Kiedy w 1871 wielki pożar Chicago zniszczył budynek, akademia popadła w długi. Próby kontynuowania działalności w wynajętych budynkach nie powiodły się. W 1878 Academy of Design miała 10000 dolarów długów. Członkowie usiłowali ratować niedomagającą instytucję, zawierając umowy z lokalnymi przedsiębiorcami. Część z nich odeszła i w 1879 założyła nową instytucję, Chicago Academy of Fine Arts. Kiedy w tym samym roku Academy of Design upadła, nowa Chicago Academy of Fine Arts kupiła jej aktywa na aukcji.
W 1882 Chicago Academy of Fine Arts zmieniła nazwę na obecną – Art Institute of Chicago. W tym samym roku nabyła za 45000 dolarów działkę na rogu Michigan Avenue i Van Buren Avenue. Własny budynek wydzierżawiła a na jego zapleczu wybudowała nowy budynek do przechowywania szkolnego wyposażenia.
Wraz z ogłoszeniem światowej wystawy World’s Columbian Exposition mającej odbyć się w Chicago w latach 1892–1893 Art Institute of Chicago forsowała projekt zbudowania naprzeciwko jeziora budynku dla potrzeb wystawy, który po jej zakończeniu byłby wykorzystywany dla potrzeb instytutu. Miasto wyraziło zgodę i budynek został zbudowany i oddany do użytku w 1893, w drugim roku trwania wystawy. Koszty jego budowy pokryto sprzedając nieruchomość na rogu ulic Michigan Avenue i Van Buren Avenue. 31 października 1893 Art Institute of Chicago przeniósł się do nowej siedziby. Od początku XX w. do lat 60. uczelnia wręczała nagrodę „Logan Medal of the arts”, która stała się jedną z najbardziej wyróżniających się nagród wręczanych artystom w Stanach Zjednoczonych.
W latach 1959–1970 Art Institute of Chicago pod kierownictwem kuratora sztuki
Hugh Edwardsa i jego asystentów był kluczowym ośrodkiem w walce o zdobycie miejsca w galeriach dla fotografii artystycznej i dokumentalnej.
Od początku Lat 80. XX w. dzięki staraniom ówczesnego dyrektora Art Institute of Chicago Jamesa N. Wooda (1941–1910) doszło do rozszerzenia kolekcji. Pod jego nadzorem miała miejsce również duża renowacja i rozwój projektów infrastruktury. Dziennik The New York Times określił go jako „jednego z najbardziej szanowanych kierowników muzeów kraju”, stwierdzając, iż Wood zorganizował wielkie wystawy dziel Paula Gauguina, Claude’a Moneta i Vincenta van Gogha, przyciągając do muzeum rekordową liczbę zwiedzających. Wood opuścił posadę dyrektora Art Institute of Chicago w 2004.
W 2006 Art Institute of Chicago rozpoczął budowę Modern Wing, jako aneksu usytuowanego w południowo-zachodnim narożniku Columbus i Monroe. Autorem projektu był włoski architekt, laureat nagrody Pritzkera Renzo Piano. Budynek został ukończony i oddany do użytku 16 maja 2009. Włączenie Modern Wing w skład obiektów Art Institute of Chicago spowodowało, iż muzeum to stało się drugą pod względem wielkości placówką muzealną w Stanach Zjednoczonych. To w nim znajduje się ciesząca się renomą w całym świecie kolekcja malarstwa europejskiego od XII do XX w. a poza nią dzieła sztuki współczesnej (malarstwa i rzeźby), architektury, wzornictwa i fotografii.

## Budynek główny

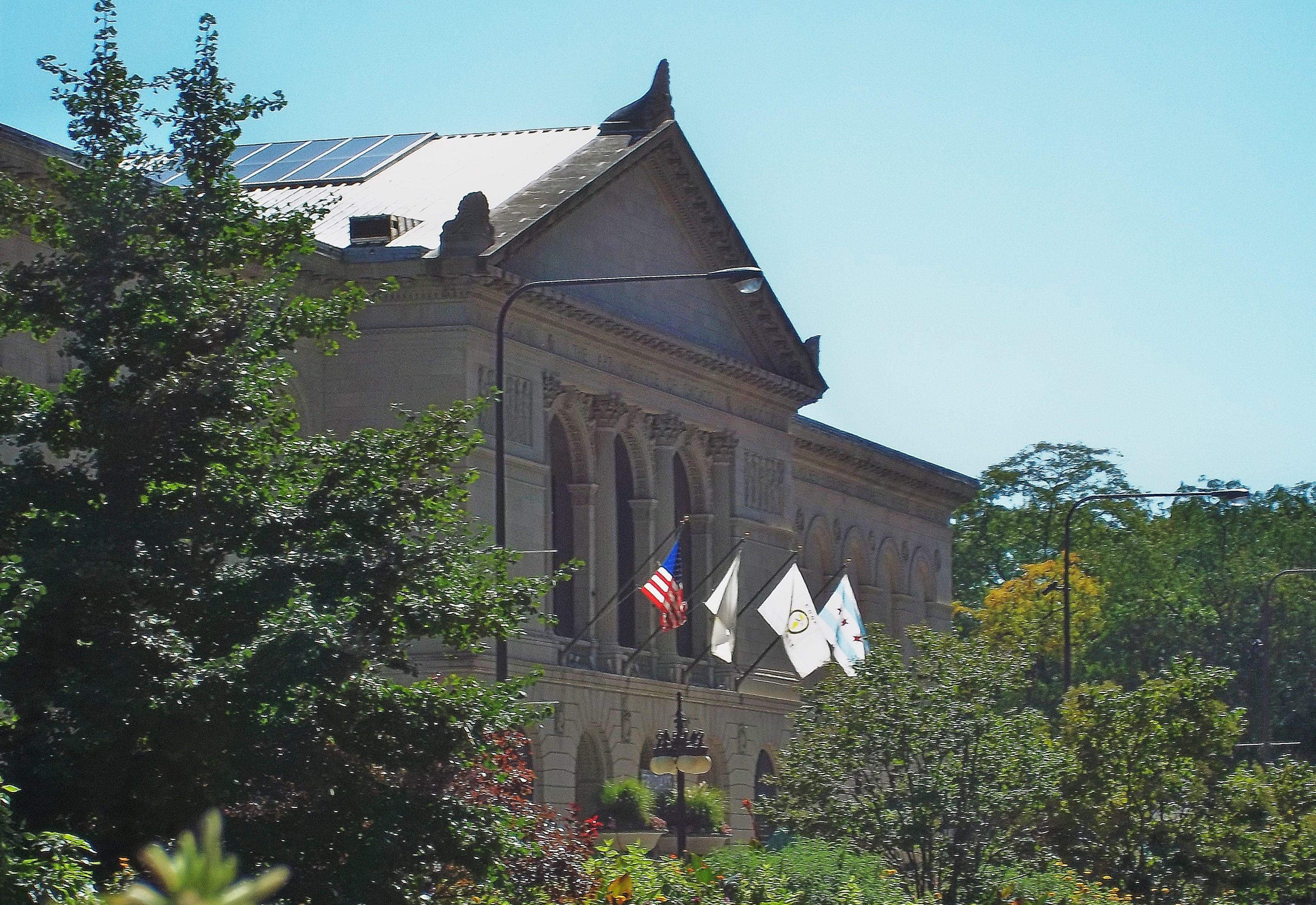
The Art Institute of Chicago

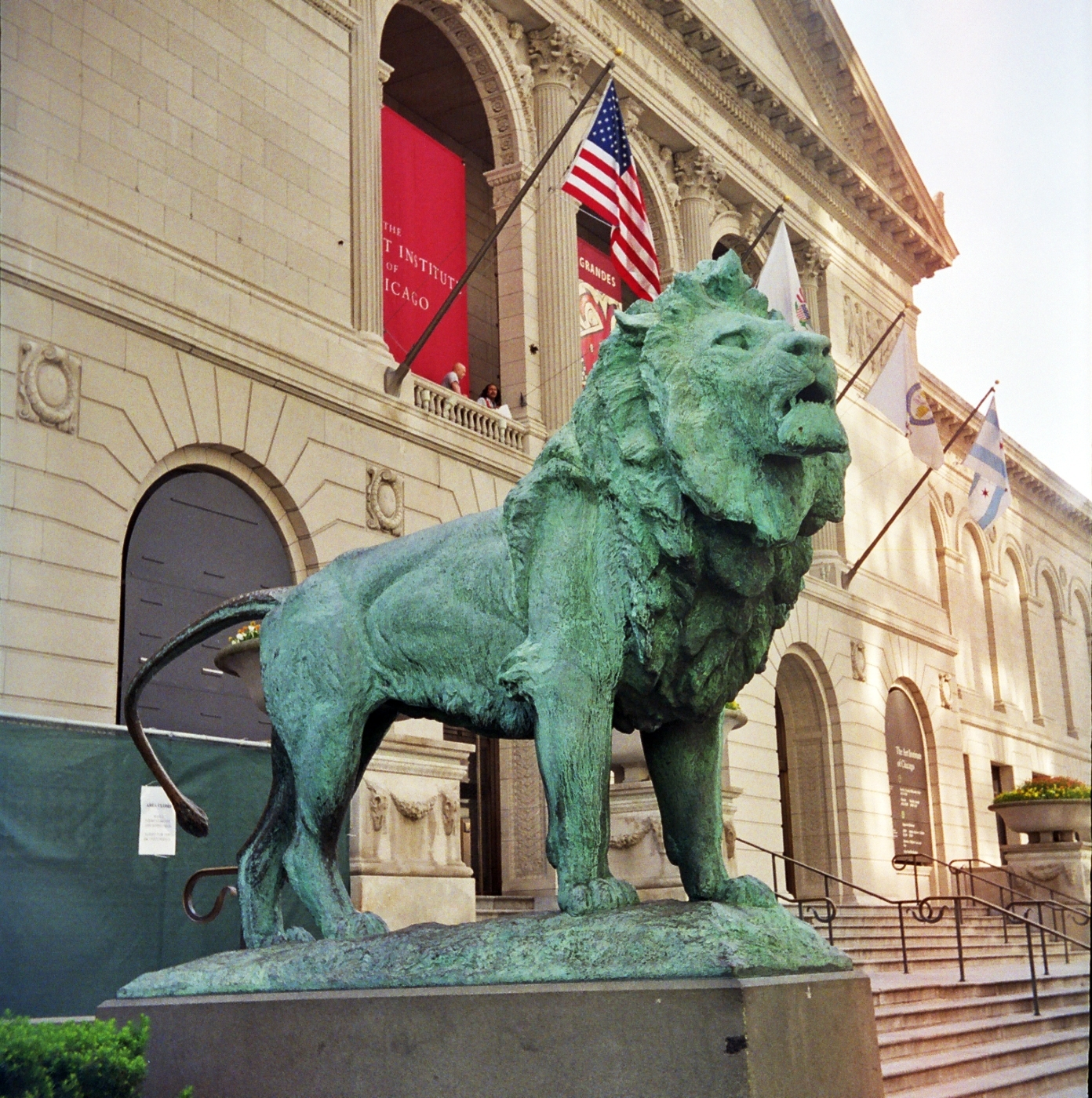
Rzeźba lwa po stronie północnej przed fasadą muzeum

Obecny budynek przy South Michigan Avenue 111 to trzecia z kolei siedziba muzeum. Klasycyzująca budowla została zaprojektowana w stylu architektury Beaux-Arts przez firmę Shepley, Rutan and Coolidge z Bostonu jako obiekt pomocniczy dla potrzeb światowej wystawy World’s Columbian Exposition (1893) z zamiarem wykorzystania go dla potrzeb muzeum po zamknięciu wystawy.
Słynne zachodnie wejście od strony Michigan Avenue jest flankowane przez dwie rzeźby lwów z brązu, wykonane przez Edwarda Kemeysa. Rzeźbiarz nadal im nieoficjalne określenia: lew południowy – „nieposłuszeństwo” a północny – „skradanie się”. Kiedy drużyny sportowe Chicago toczą rozgrywki w swoich ligach (np. w ramach Super Bowl lub Pucharu Stanleya lwy są często przystrajane w barwy klubowe danej drużyny. W czasie okresu bożonarodzeniowego szyje lwów zdobią zielone wieńce.
Wejście wschodnie do muzeum zaznacza łuk kamienny pochodzący ze starej Giełdy Papierów Wartościowych w Chicago, zaprojektowanej w 1894 przez Louisa Sullivana. Stary budynek giełdy został wyburzony w 1972, ale fragmenty dawnej izby handlowej uratowano przed zniszczeniem i po przeniesieniu do Art Institute of Chicago zrekonstruowano.
Muzeum jest położone po obu stronach trakcji kolei podmiejskiej. Dwa piętra galerii łączą budynek wschodni z zachodnim a poniżej przebiegają trasy kolei Metra (Metra Electric Line) i South Shore. Poprzedniczką zespołu galerii na niższym poziomie była pozbawiona okien hala Gunsaulusa; obecnie mieszczą się tu sale wystawowe Alsdorf Galleries eksponujące sztukę Indii, Południowo-Wschodniej Azji i Himalajów. Podczas renowacji budynku przepruto okna w ścianie po stronie północnej, w kierunku Millennium Park. Pomieszczenia galerii zaprojektował Renzo Piano w połączeniu z własnym projektem skrzydła Modern Wing. Okna otrzymały zasłony zabezpieczające zbiory przed bezpośrednim działaniem promieni słonecznych. Na wyższym poziomie mieściły się dawniej galerie współczesnej sztuki europejskiej a po renowacji w 2008 urządzono w ich miejsce galerie sztuki impresjonistycznej i postimpresjonistycznej .

### Biblioteki
Na parterze muzeum znajdują się biblioteki Ryerson & Burnham Libraries. Zgromadzone w nich zbiory obejmują wszystkie okresy sztuki, ale najbardziej znany jest obszerny zbiór literatury poświęconej architekturze XVIII–XX w. Zbiory biblioteczne służą pracownikom muzeum, studentom college’ów i uniwersytetów, są również udostępnione dla ogółu. Istnieje zorganizowana grupa wsparcia dla bibliotek pod nazwą „The Friends of the Libraries”. Grupa organizuje imprezy i zwiedzanie biblioteki dla swoich członków.

### Modern Wing

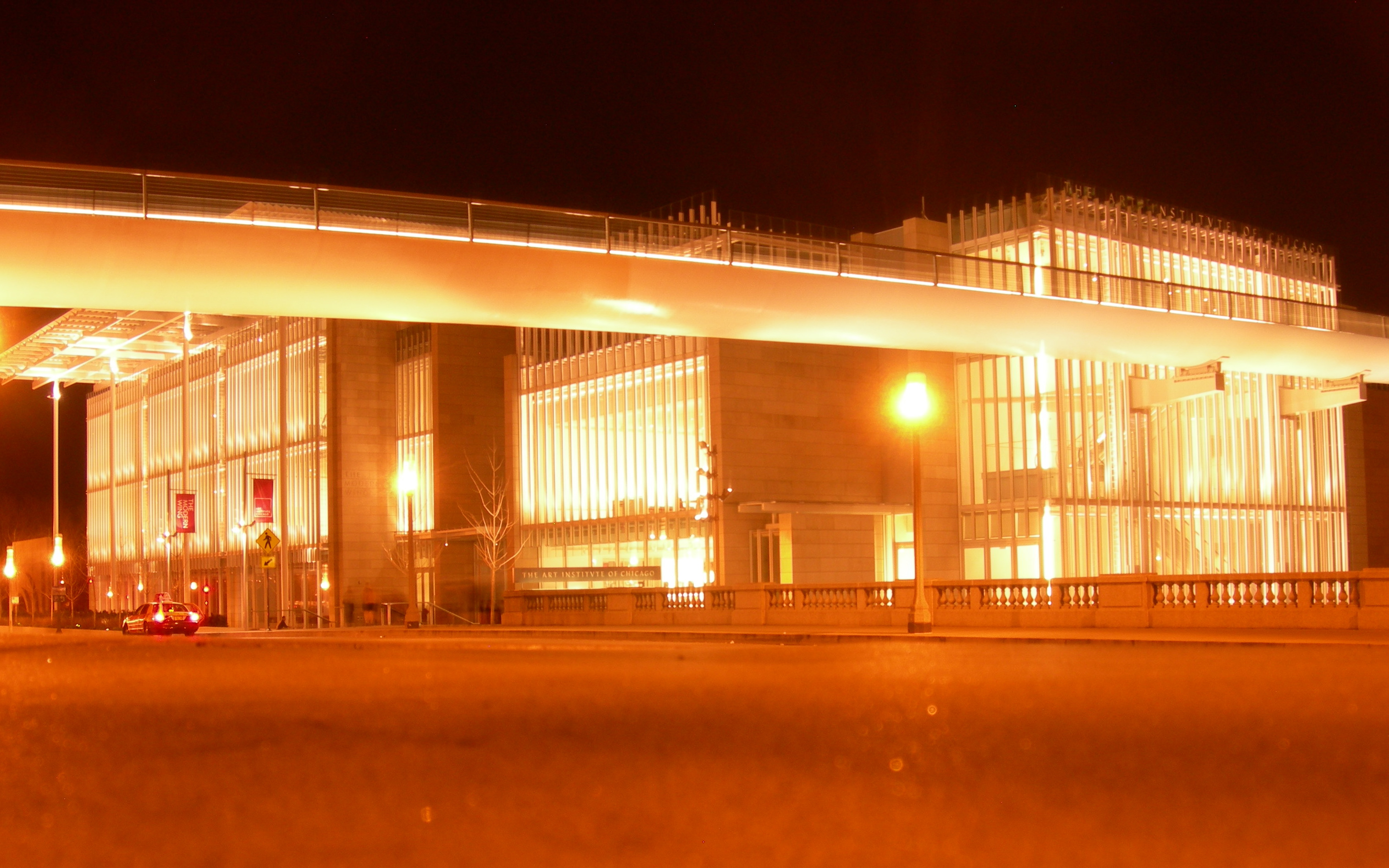
Najnowsza część Art Institute of Chicago – Modern Wing

16 maja 2009 oddano do użytku zaprojektowany przez Renzo Piano i zbudowany kosztem 294 milionów dolarów Modern Wing, stanowiący największą rozbudowę w historii muzeum. Liczący ok. 24500 m² powierzchni budynek sprawił, że muzeum stało się drugim pod względem powierzchni muzeum w Stanach Zjednoczonych po Metropolitan Museum of Art w Nowym Jorku.
W Modern Wing mieszczą się obecnie zbiory sztuki europejskiej z początku XX w., w tym: Stary gitarzysta Picassa, Kąpiące się nad rzeką Henri Matisse’a i Sparaliżowany czas René Magritte’a. Kolejne działy to sztuka współczesna po 1960, nowa fotografia, media video, galerie architektury i wzornictwa, w tym oryginalne interpretacje Franka Lloyda Wrighta, Ludwiga Miesa van der Rohe i Bruce’a Goffa. Poza nimi w gmachu mieszczą się: sala wystaw czasowych, sklepy i sale wykładowe oraz nowoczesna, nakryta przeszklonym dachem restauracja Terzo Piano, z której tarasu rozciąga się widok na Millennium Park. Napowietrzna kładka dla pieszych, Nichols Bridgeway (zaprojektowana również przez Renzo Piano) łączy znajdujący się na dachu Modern Wing park rzeźby z przyległym Millennium Park.
W 2009 budynek Modern Wing zdobył nagrodę Chicago Innovation Awards jako najbardziej innowacyjny produkt roku.

## Zbiory muzeum
Zbiory Art Institute of Chicago obejmują ponad 5000 lat ludzkiej działalności artystycznej z kultur całego świata reprezentowanej przez ponad 260000 dzieł sztuki. Zakres stylistyczny eksponatów zgromadzonych w muzeum rozciąga się od wczesnych drzeworytów japońskich po najnowszą amerykańską sztukę współczesną.
Obecnie muzeum najbardziej znane jest ze swojej kolekcji malarstwa impresjonistycznego, postimpresjonistycznego oraz amerykańskiego. Kolekcja obrazów impresjonistycznych i postimpresjonistycznych obejmuje łącznie ponad 30 dzieł Moneta w tym 6 Stogów siana i kilka wersji Lilii wodnych. Znaczącą część kolekcji stanowią ponadto prace: Renoira jak Dwie siostry (na tarasie), Matisse’a Kąpiące się, Cézanne’a Koszyk jabłek i Madame Cézanne w żółtym krześle, Toulouse-Lautreca W Moulin Rouge, Georges’a Seurata Niedzielne popołudnie na Grande Jatte, Gustave’a Caillebotte’a Ulica w Paryżu: deszczowy dzień. Z dzieł niefrancuskich wymienić należy prace van Gogha: Pokój van Gogha w Arles i Autoportret (1887). Najbardziej znaczące dokonania malarstwa amerykańskiego reprezentują obrazy: American Gothic Granta Wooda, Nighthawks Edwarda Hoppera i Dziecko w kąpieli Mary Cassatt.
We wrześniu 2010 Art Institute of Chicago uruchomił swą pierwszą aplikację przeznaczoną na telefony komórkowe, która jest czymś w rodzaju katalogu i przewodnika po dziełach impresjonizmu i postimpresjonizmu, zgromadzonych w muzeum.
Obok malarstwa Art Institute of Chicago ma do zaprezentowania twórczość innego rodzaju; zlokalizowane na niższym piętrze Thorne Miniature Rooms ukazują w gablotach w skali 1:12 amerykańskie, europejskie i azjatyckie wnętrza mieszkalne i style umeblowania począwszy od średniowiecza do lat 30. XX w. (kiedy pomieszczenia te były zbudowane).
Specyficzną ofertą muzeum jest Touch Gallery, zaprojektowana specjalnie osób z upośledzonym wzrokiem. Jest w niej wystawionych kilka prac, których “obejrzenia” można dokonać za pomocą dotyku (a nie wzroku); pracom towarzyszą tabliczki informacyjne napisane alfabetem Braille’a.
Amerykańską sztukę dekoracyjną reprezentują meble zaprojektowane przez Franka Lloyda Wrighta i Charlesa Eamesa. W galeriach sztuki starożytnej obejmujących Egipt oraz sztukę Grecji i Rzymu znajduje się trumna i mumia Paankhenamuna (XX dynastia ok. 945–715 p.n.e.) oraz kilka złotych i srebrnych trumien.

### Wybrane dzieła z kolekcji malarstwa europejskiego

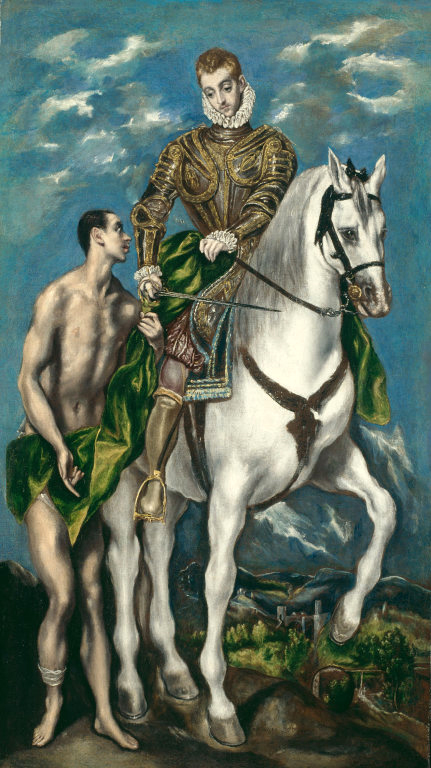
El Greco, Św. Marcin i żebrak (ok. 1597-1600)
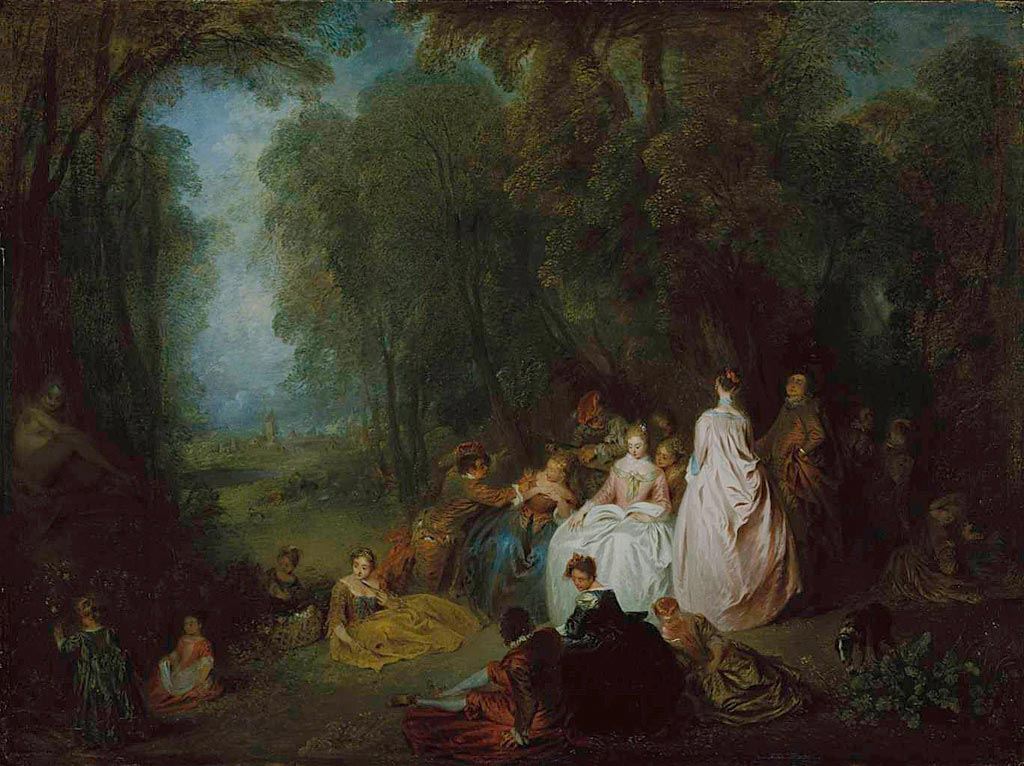
Antoine Watteau, Fête champêtre (1718-1721)
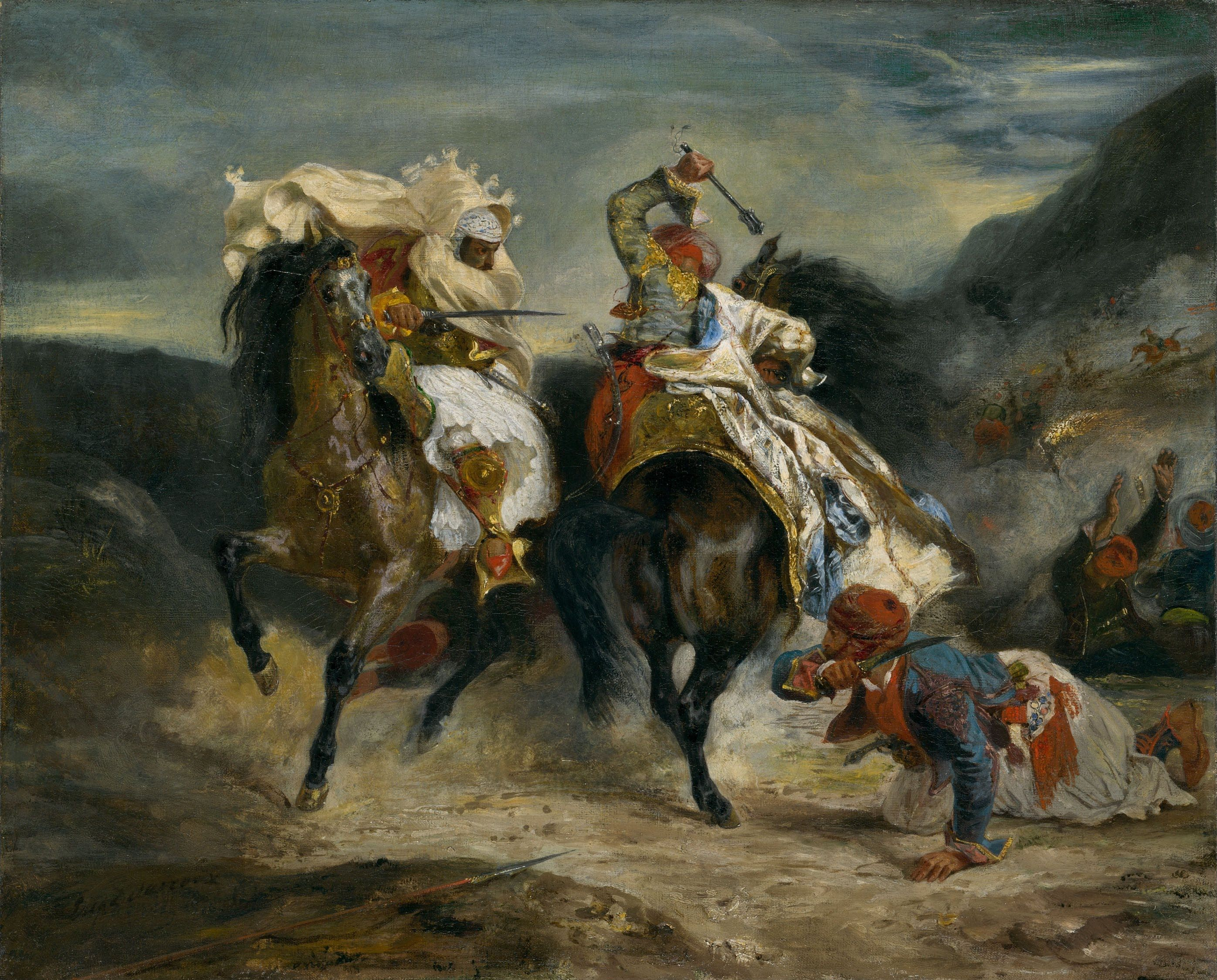
Eugène Delacroix, Walka giaura i paszy (1827)
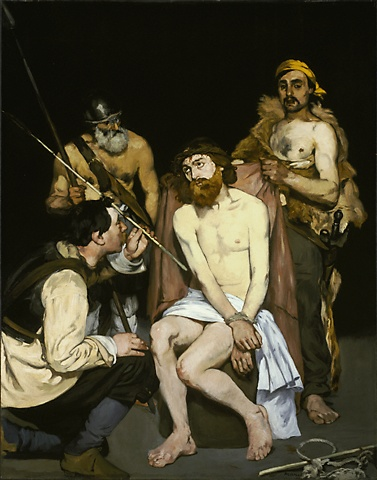
Édouard Manet, Jezus schwytany przez żołnierzy (1864–1865)
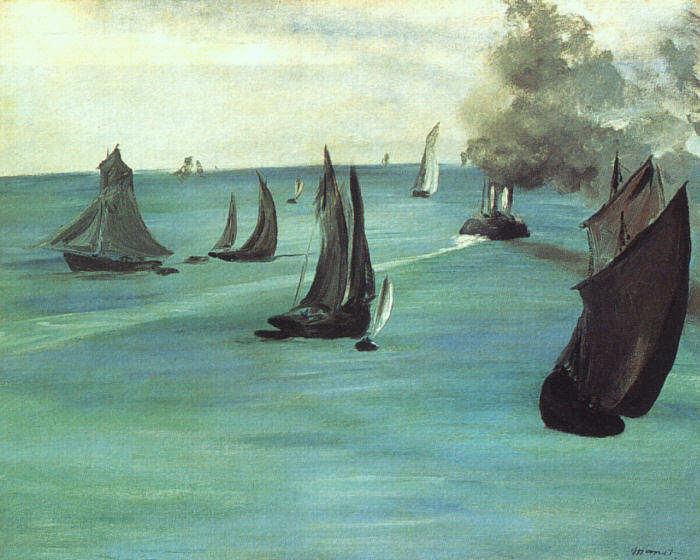
Édouard Manet, Spokojna pogoda nad brzegiem morza (1864–1865)
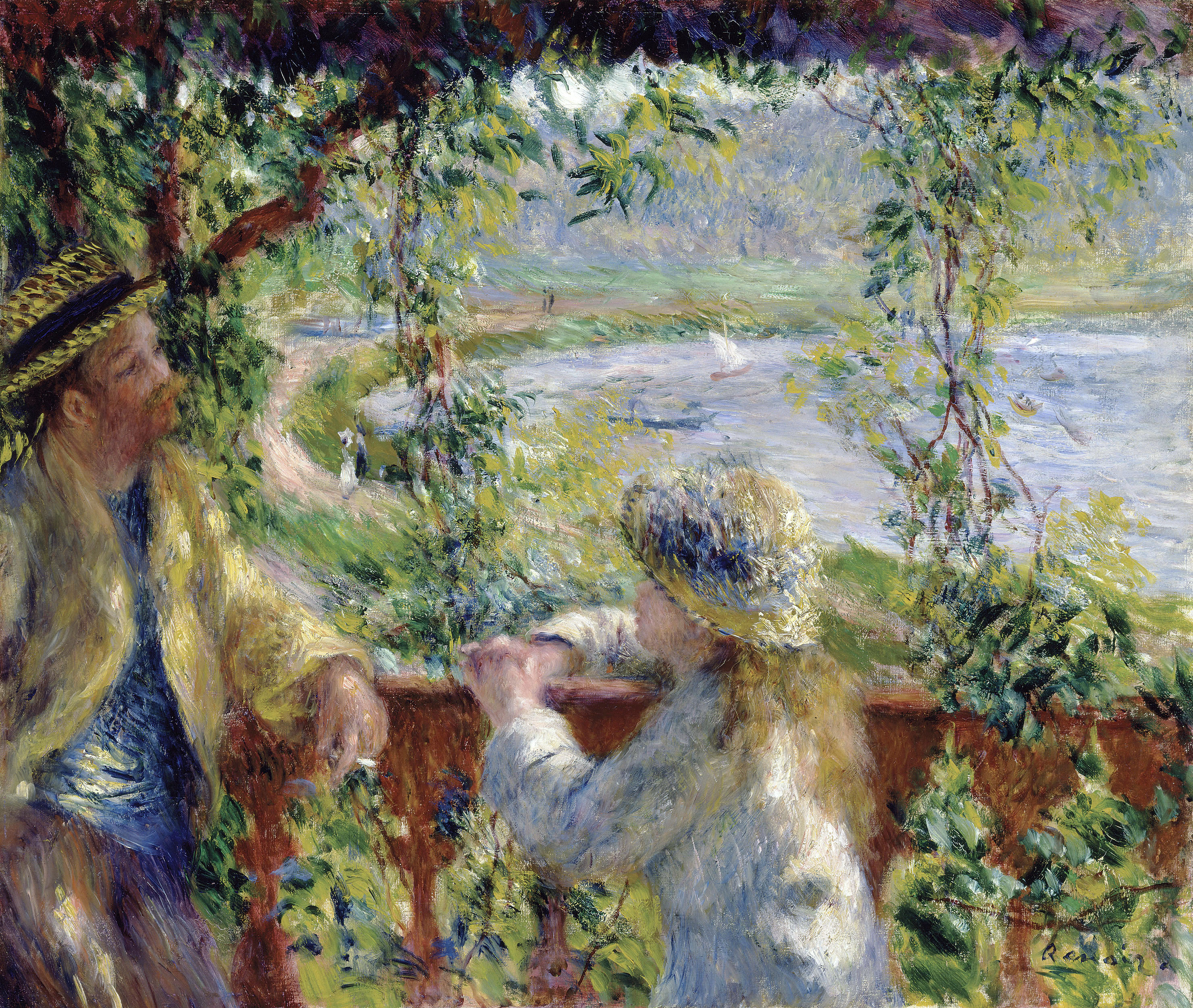
Auguste Renoir, Nad wodą (1880)
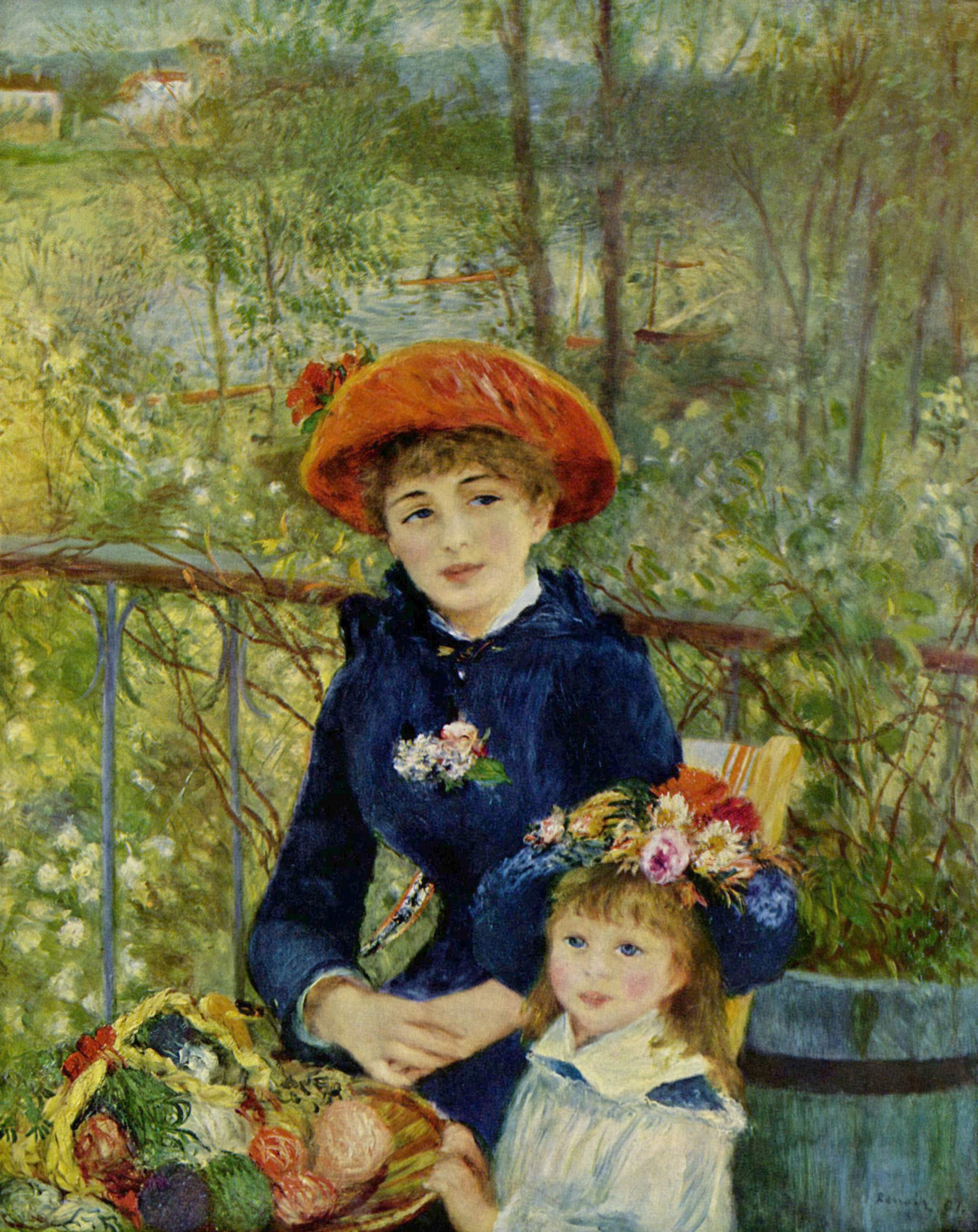
Auguste Renoir, Na tarasie (1881)
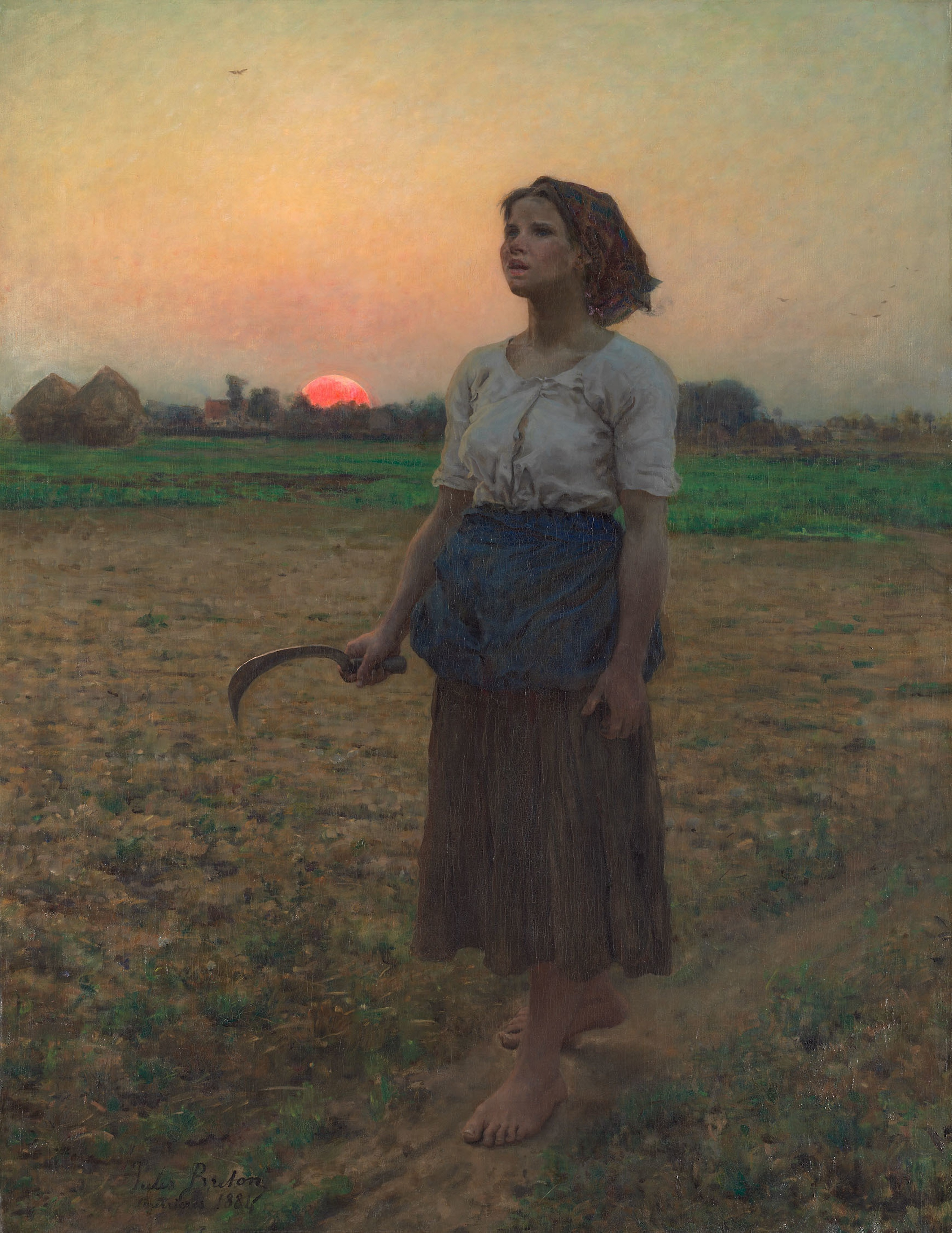
Jules Breton, Pieśń skowronka (1884)
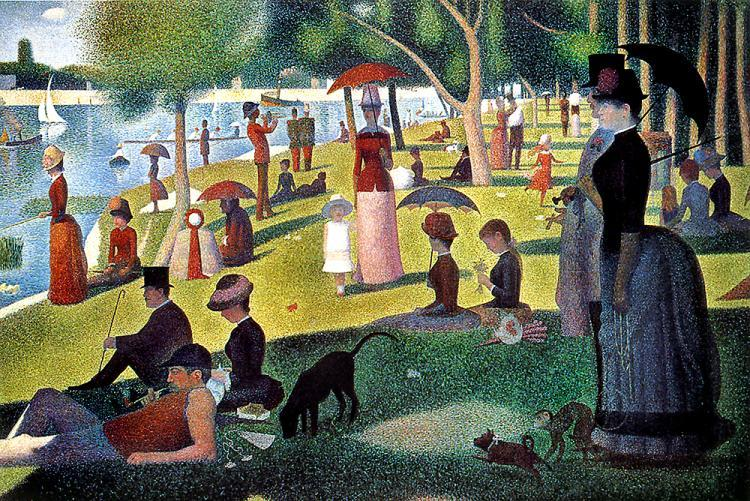
Georges Seurat, Niedzielne popołudnie na wyspie Grande Jatte (1884–1886)
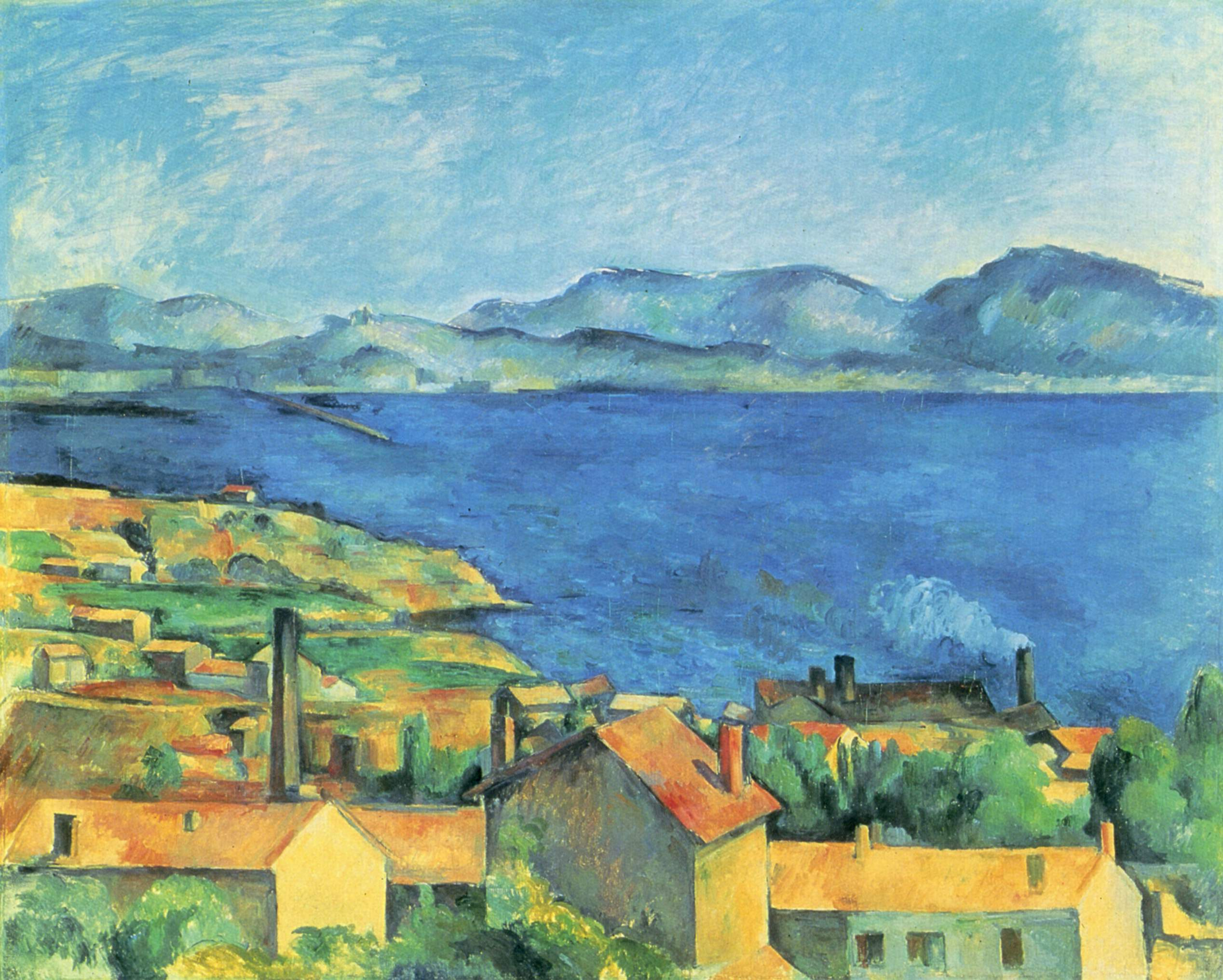
Paul Cézanne, Zatoka Marsylska widziana z Estaque (wersja z 1885)
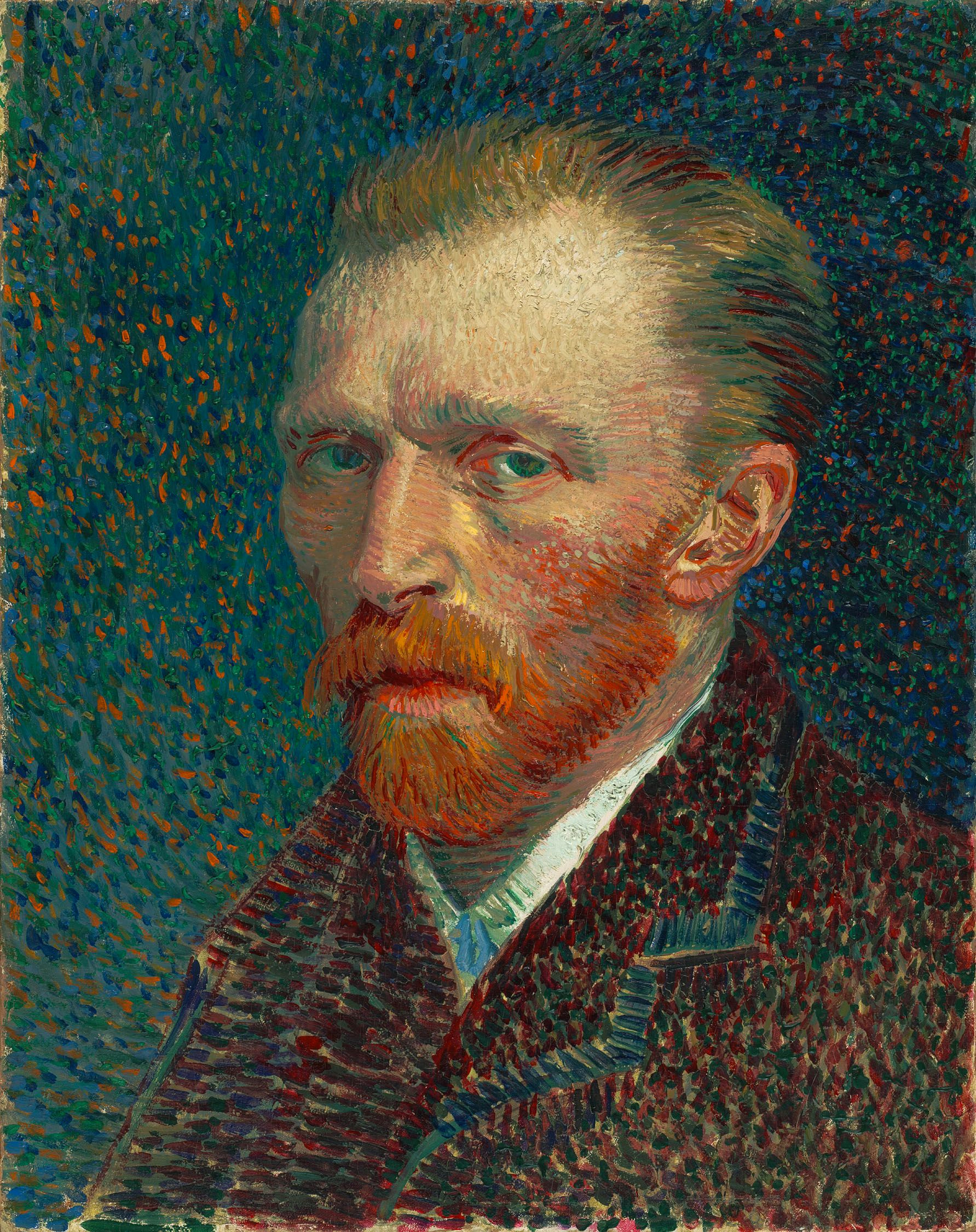
Vincent van Gogh, Autoportret (1887)
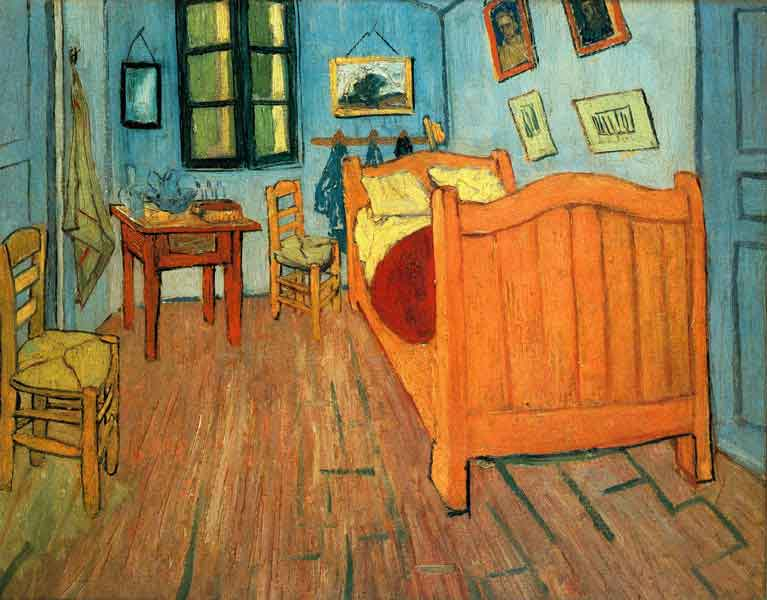
Vincent van Gogh, Pokój van Gogha w Arles (1888)
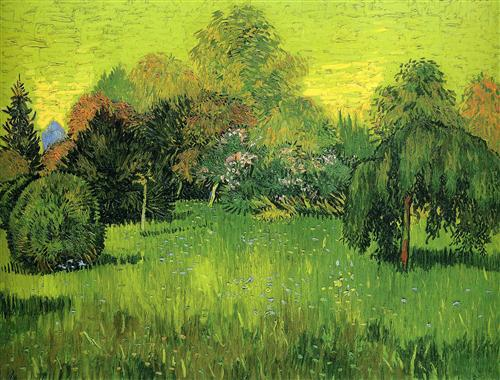
Vincent van Gogh, Ogród poetów I (1888)
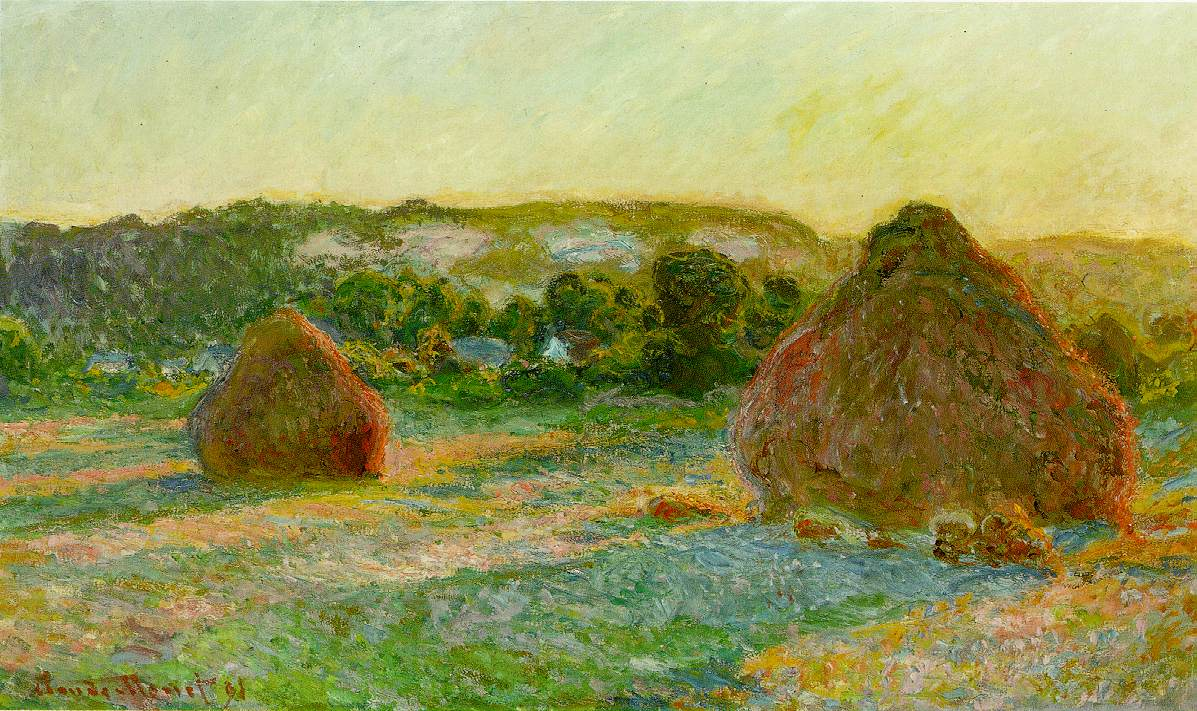
Claude Monet, Stogi siana (1890–1891)
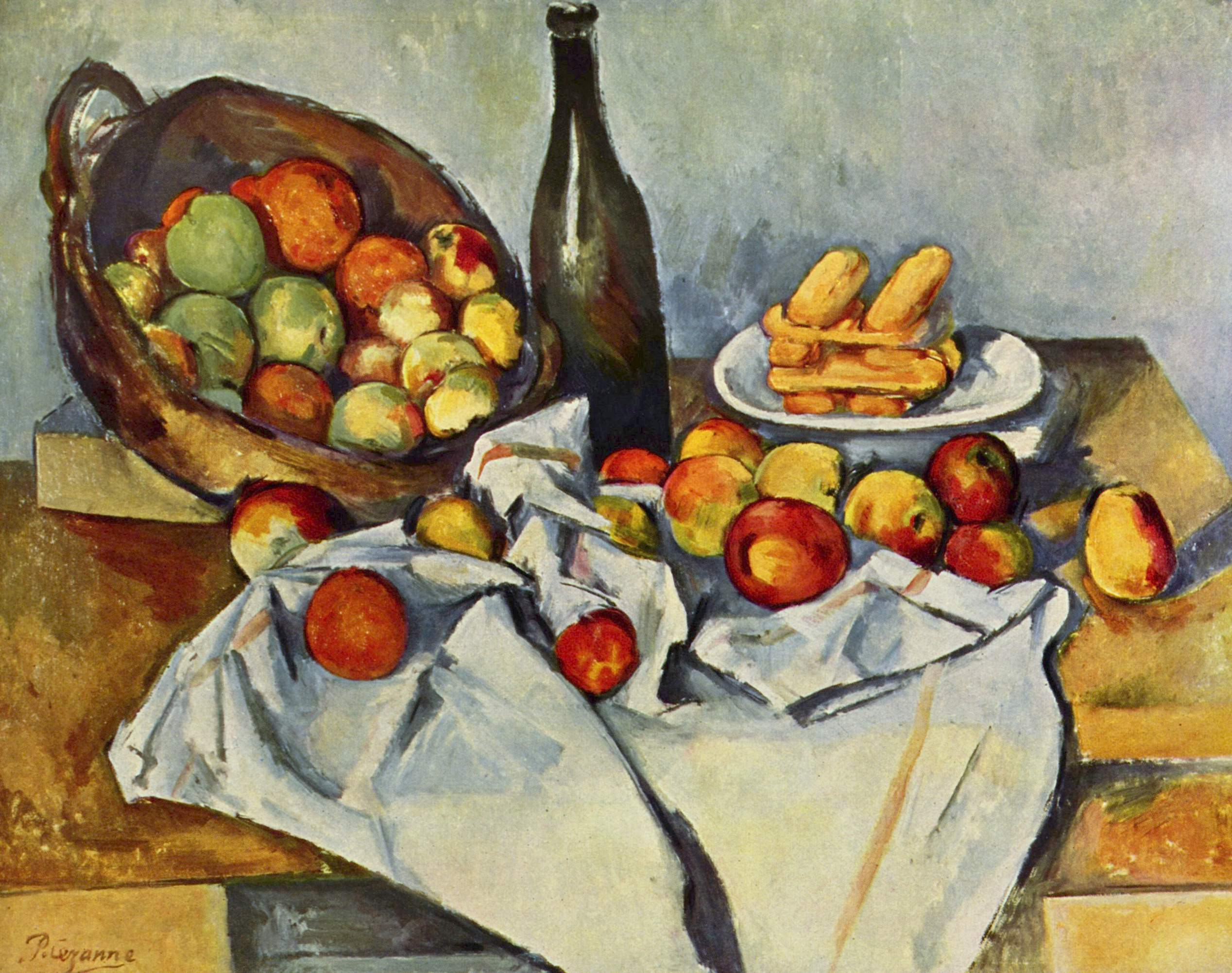
Paul Cézanne, Koszyk jabłek (ok. 1890)
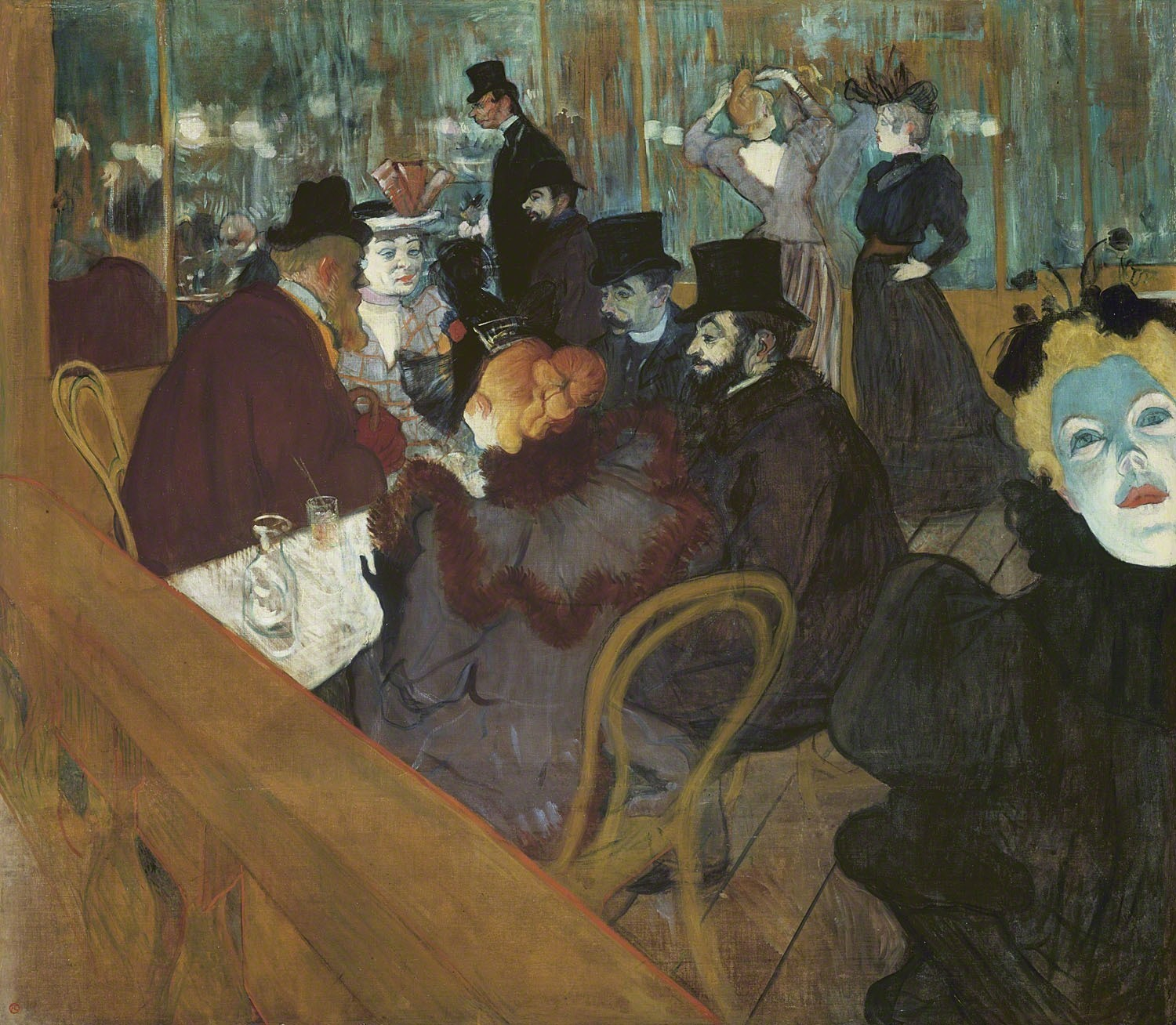
Henri de Toulouse-Lautrec, W Moulin Rouge (1892)
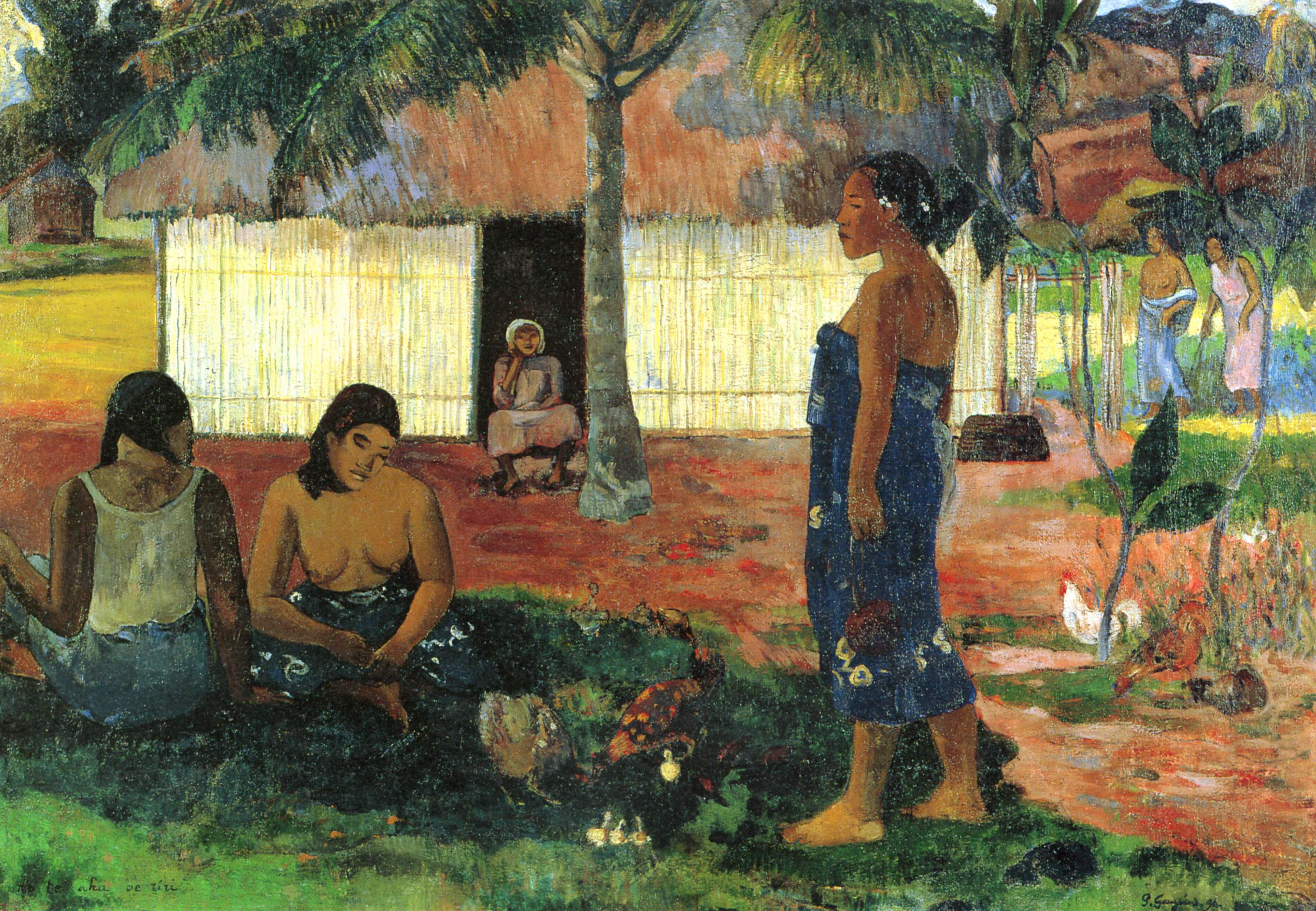
Paul Gauguin, No te aha oe Riri (Dlaczego jesteś zły?) (1896)
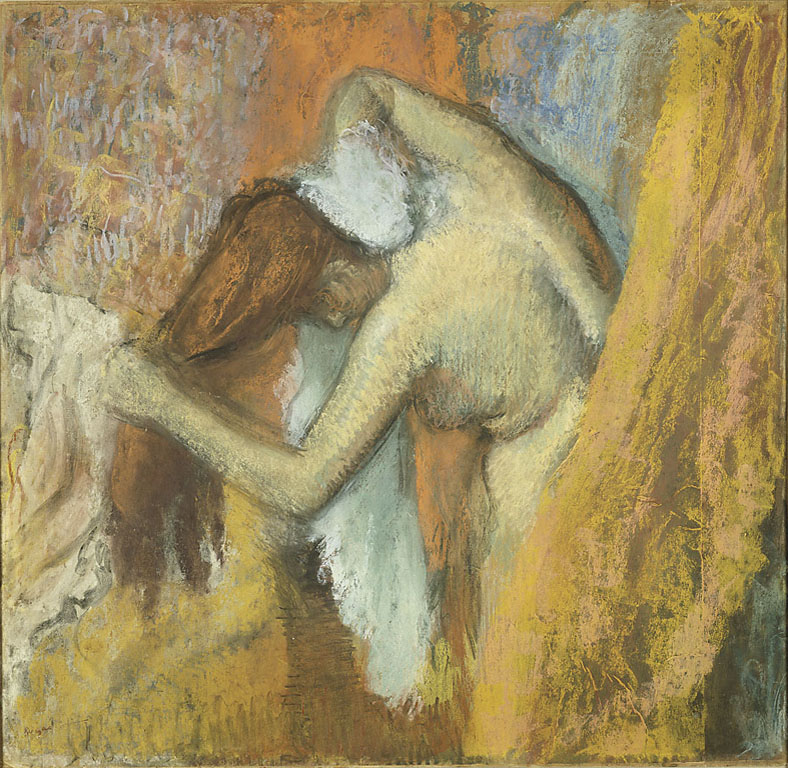
Edgar Degas, Kobieta w kąpieli (ok. 1900-1905)
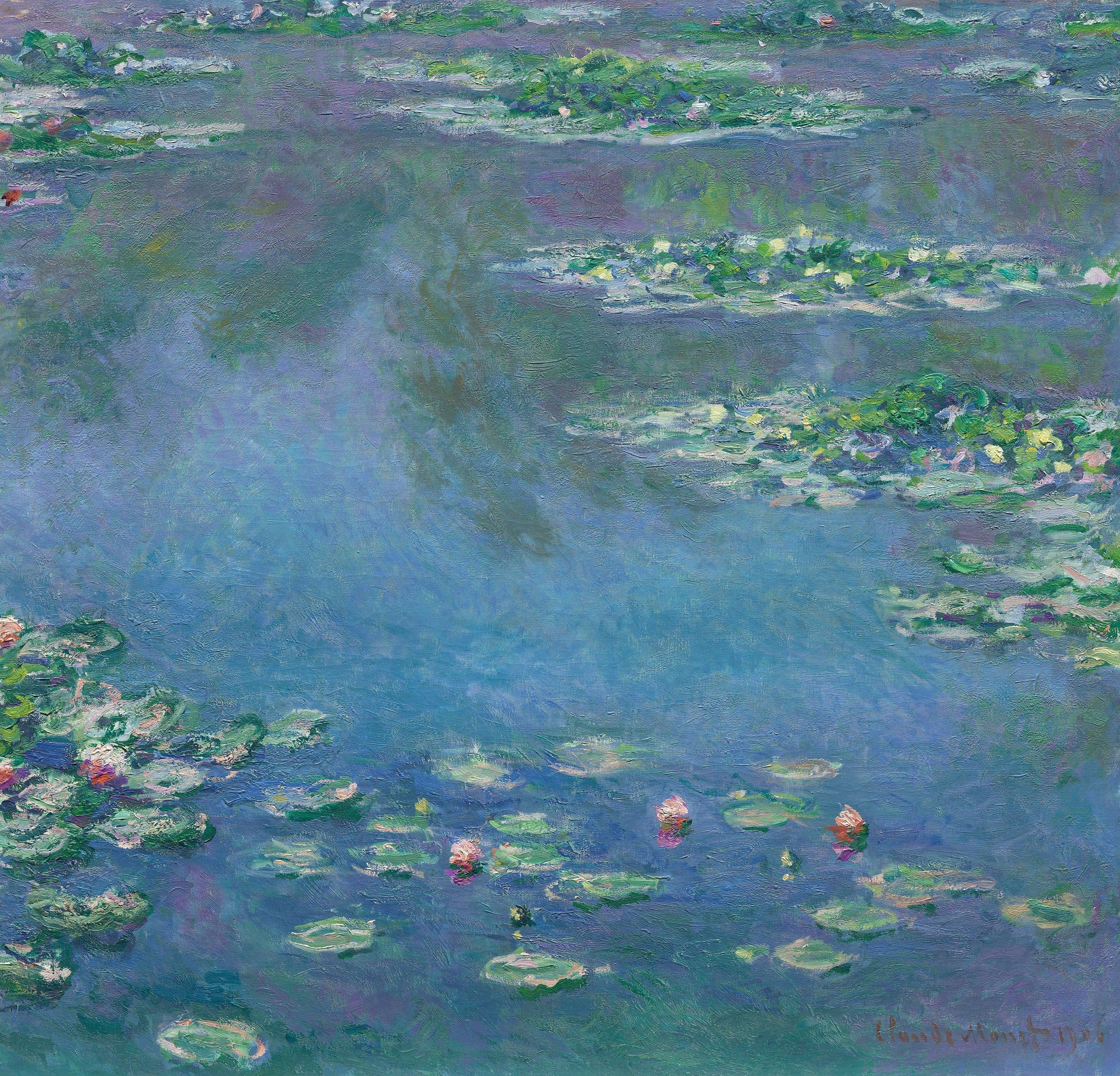
Claude Monet, Lilie wodne (1906)
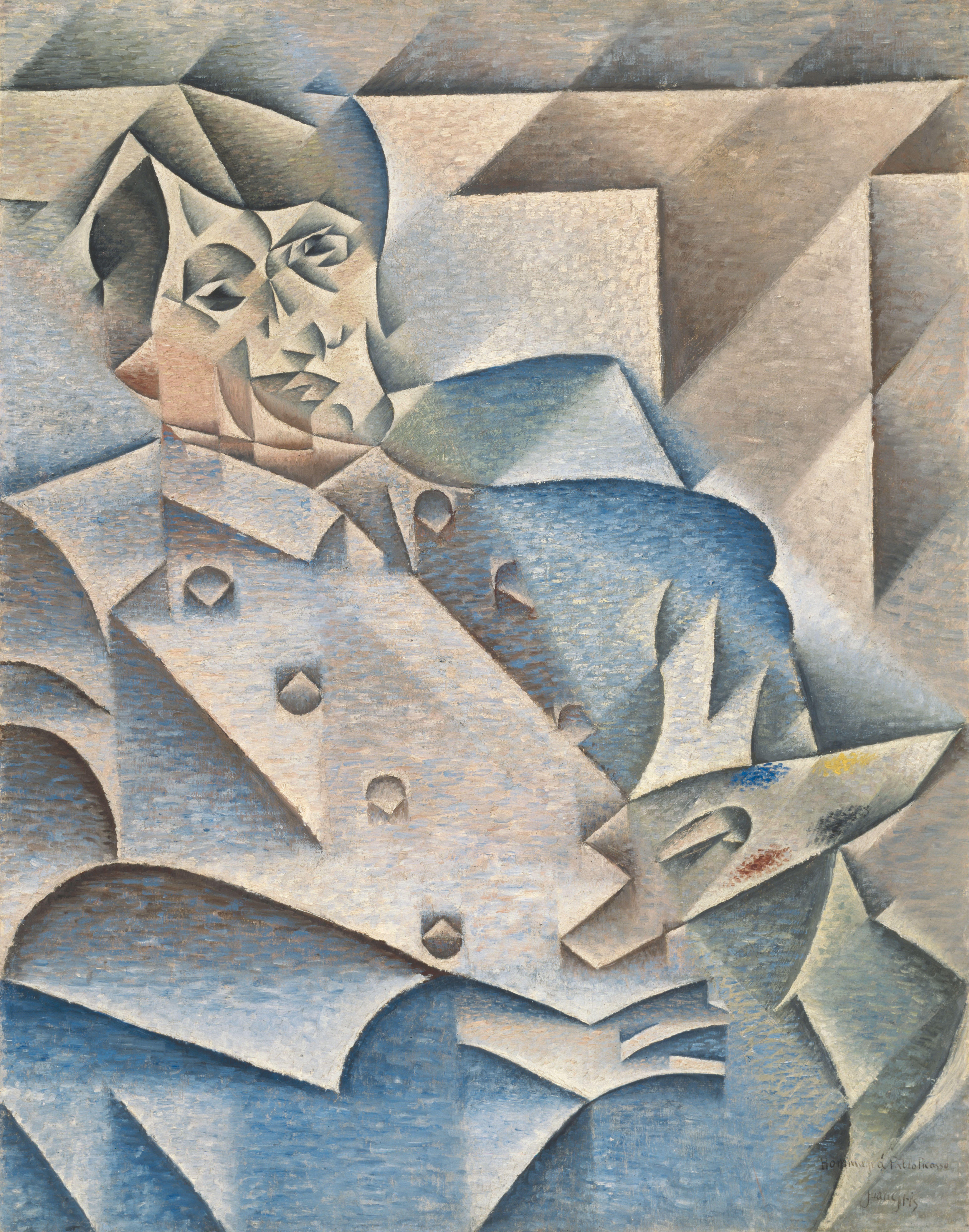
Juan Gris, Portret Picasso, 1912
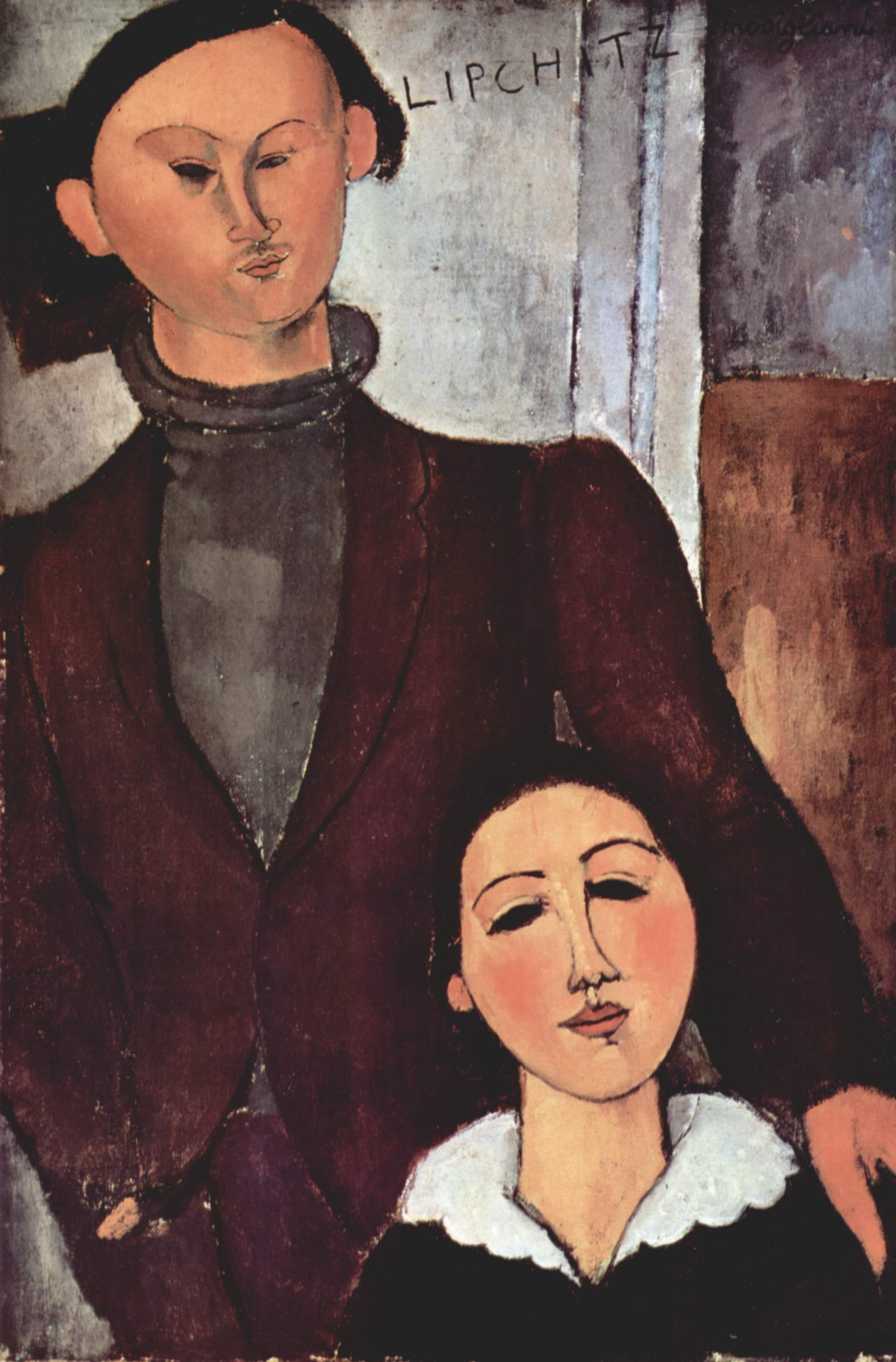
Amedeo Modigliani, Portret Jacques’a Lipchitza i jego żony Berthe Lipchitz, 1916

### Wybrane dzieła z kolekcji malarstwa amerykańskiego

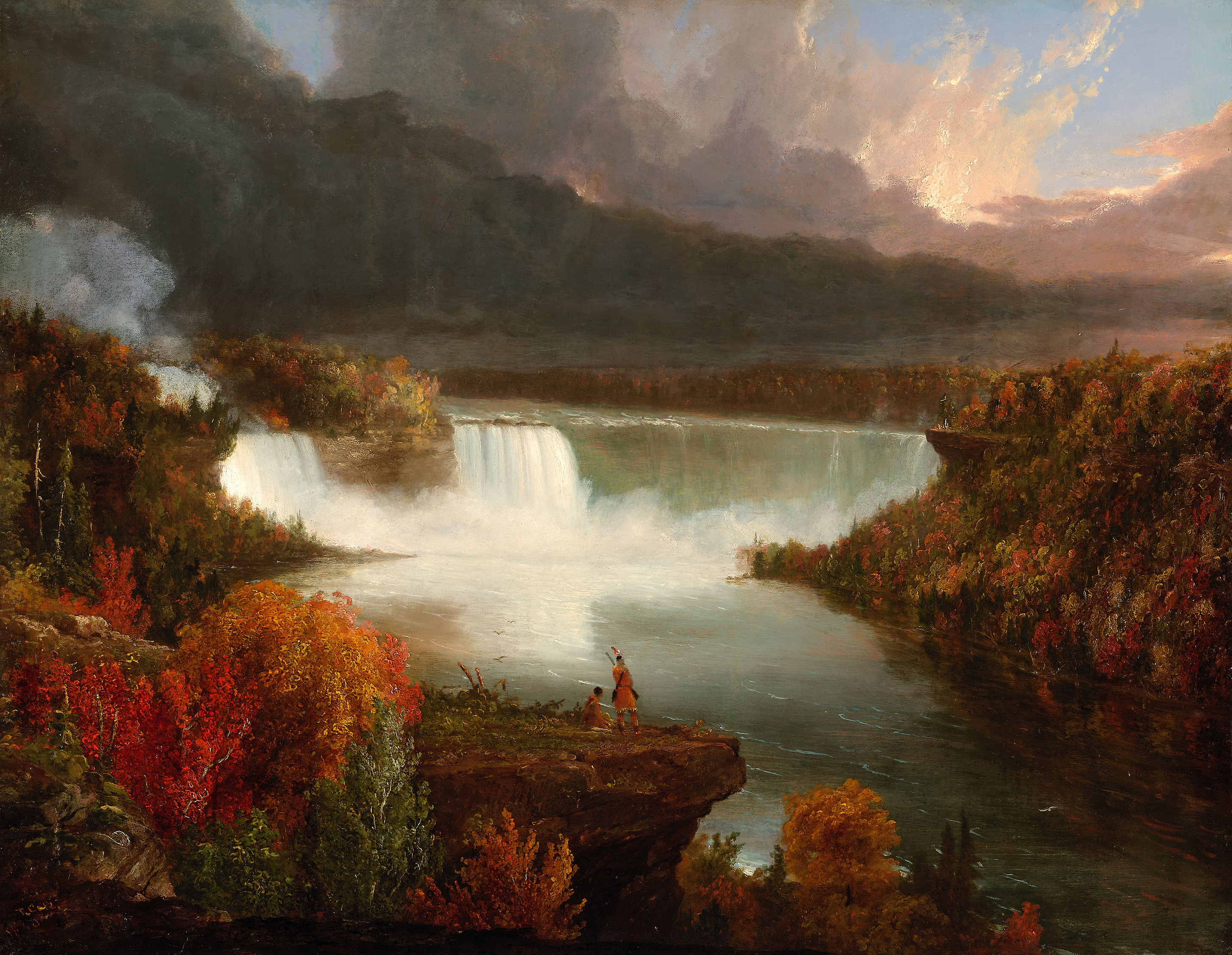
Thomas Cole, Widok na Niagarę z daleka (1830)
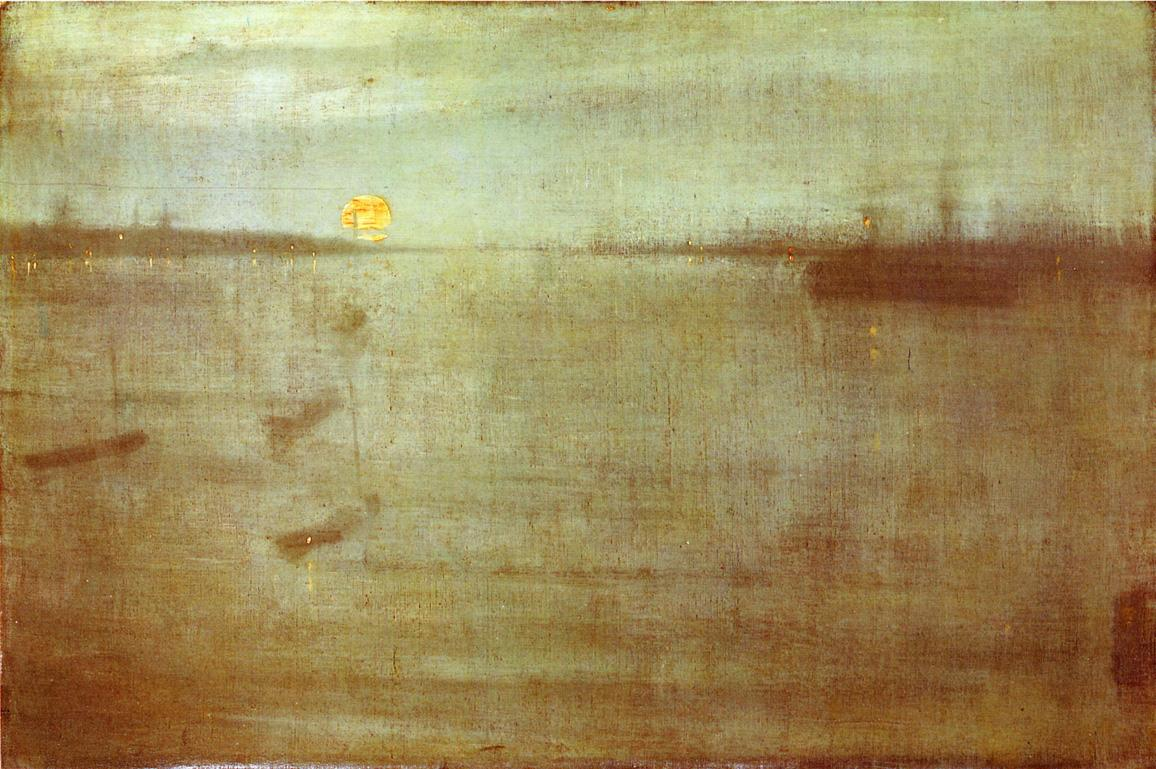
James McNeill Whistler, Nocny błękit i złoto – woda w Southampton (1872)
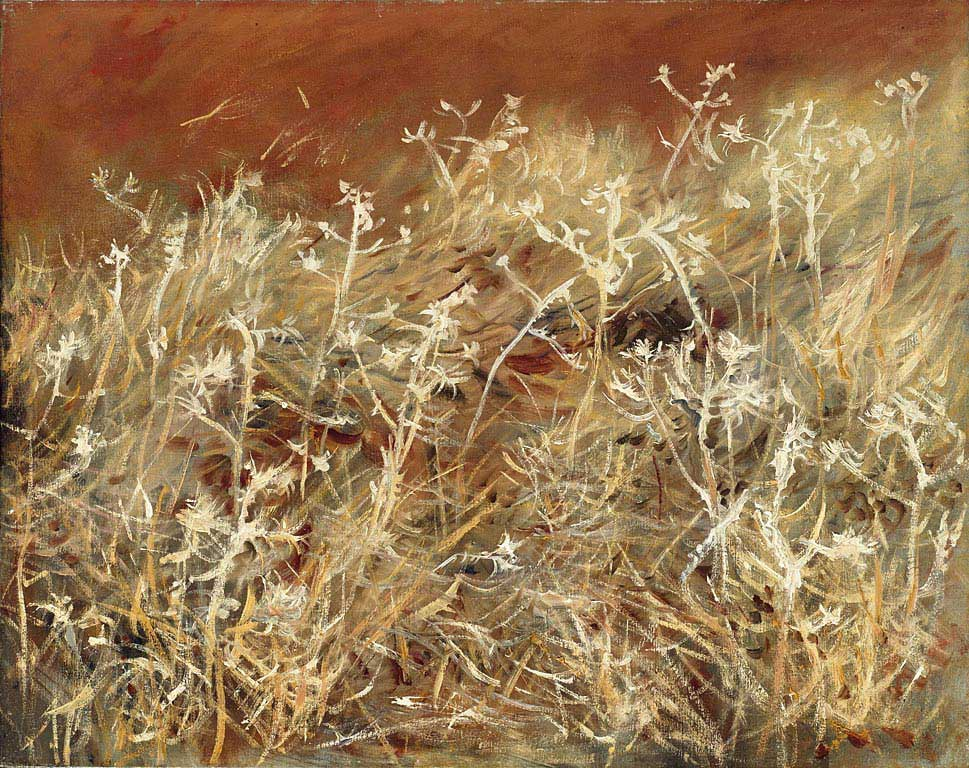
John Singer Sargent, Osty (1885–1889)
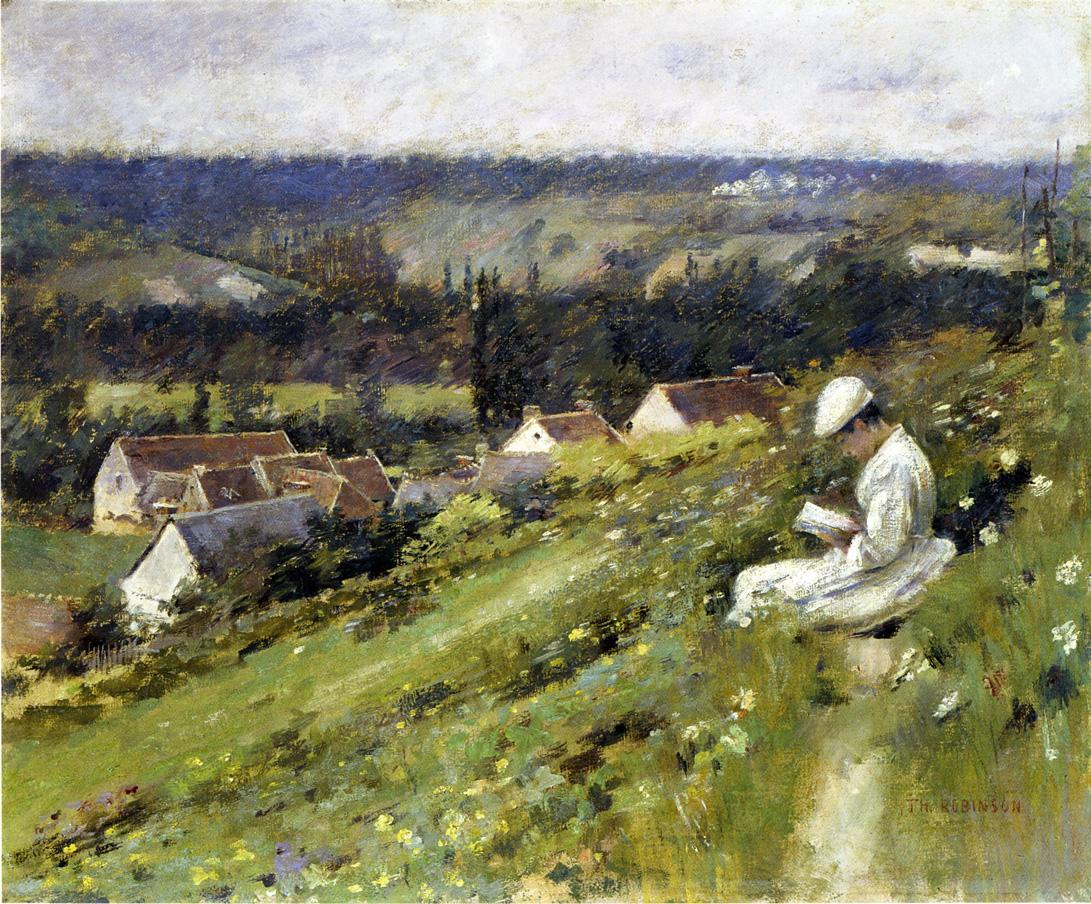
Theodore Robinson, Val d’Arconville (ok. 1888)
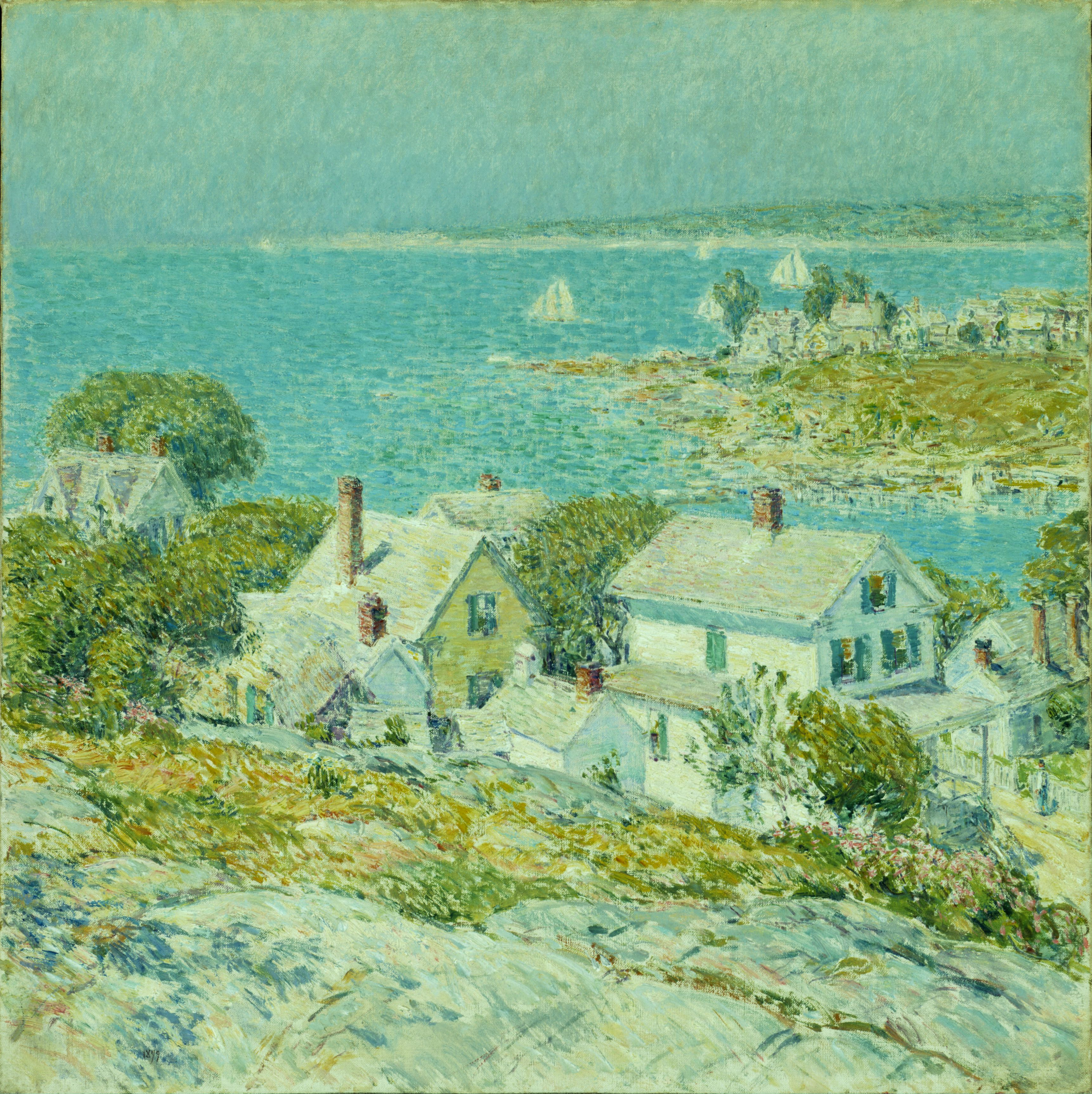
Childe Hassam, Przylądek Nowa Anglia (1889)
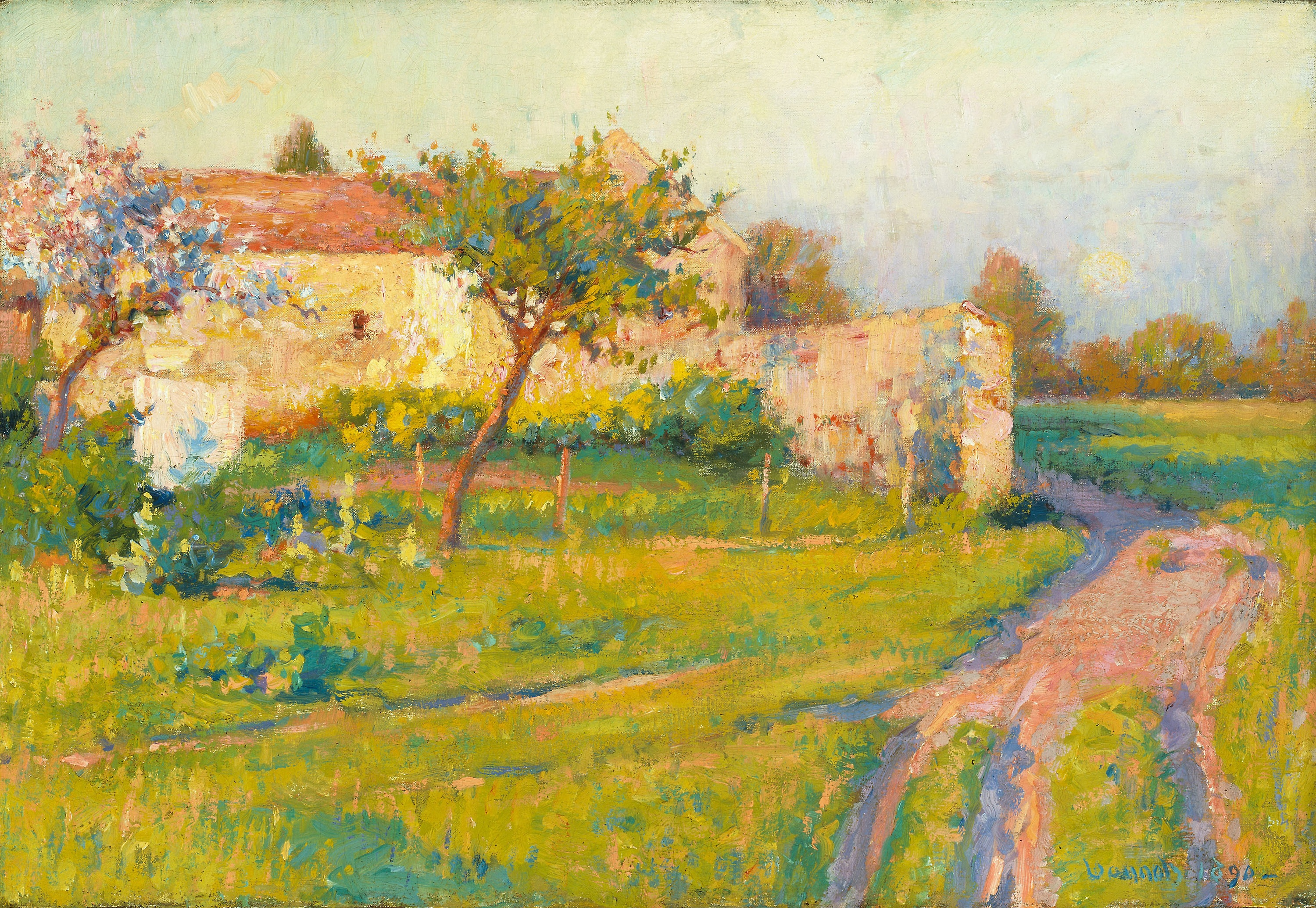
Robert Vonnoh, Wiosna we Francji (1890)
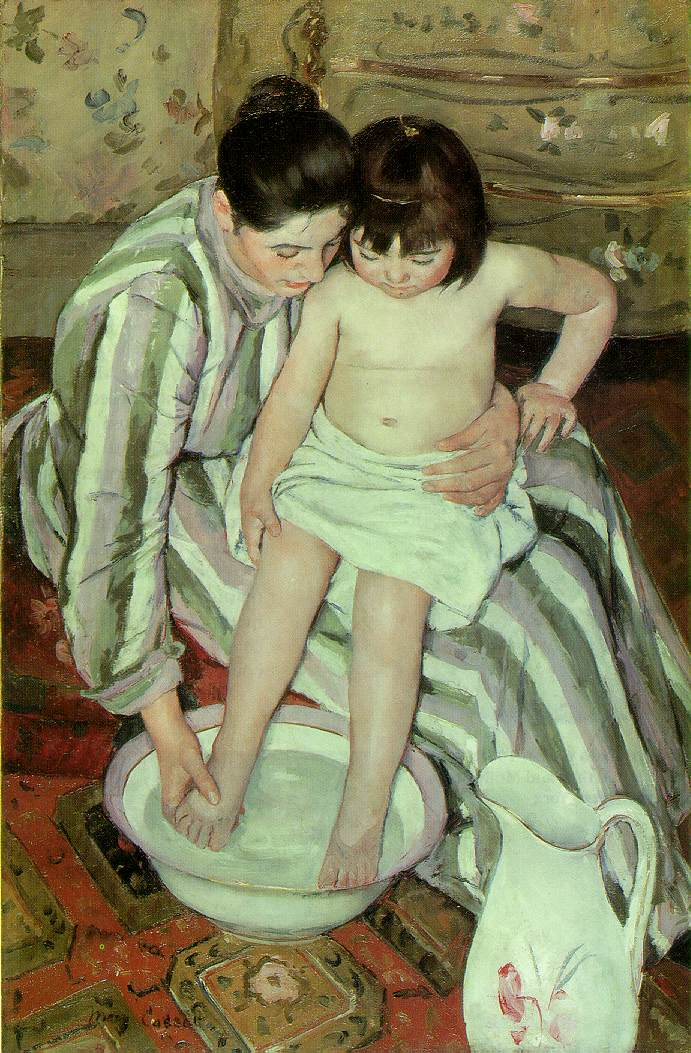
Mary Cassatt, Dziecko w kąpieli (1893)
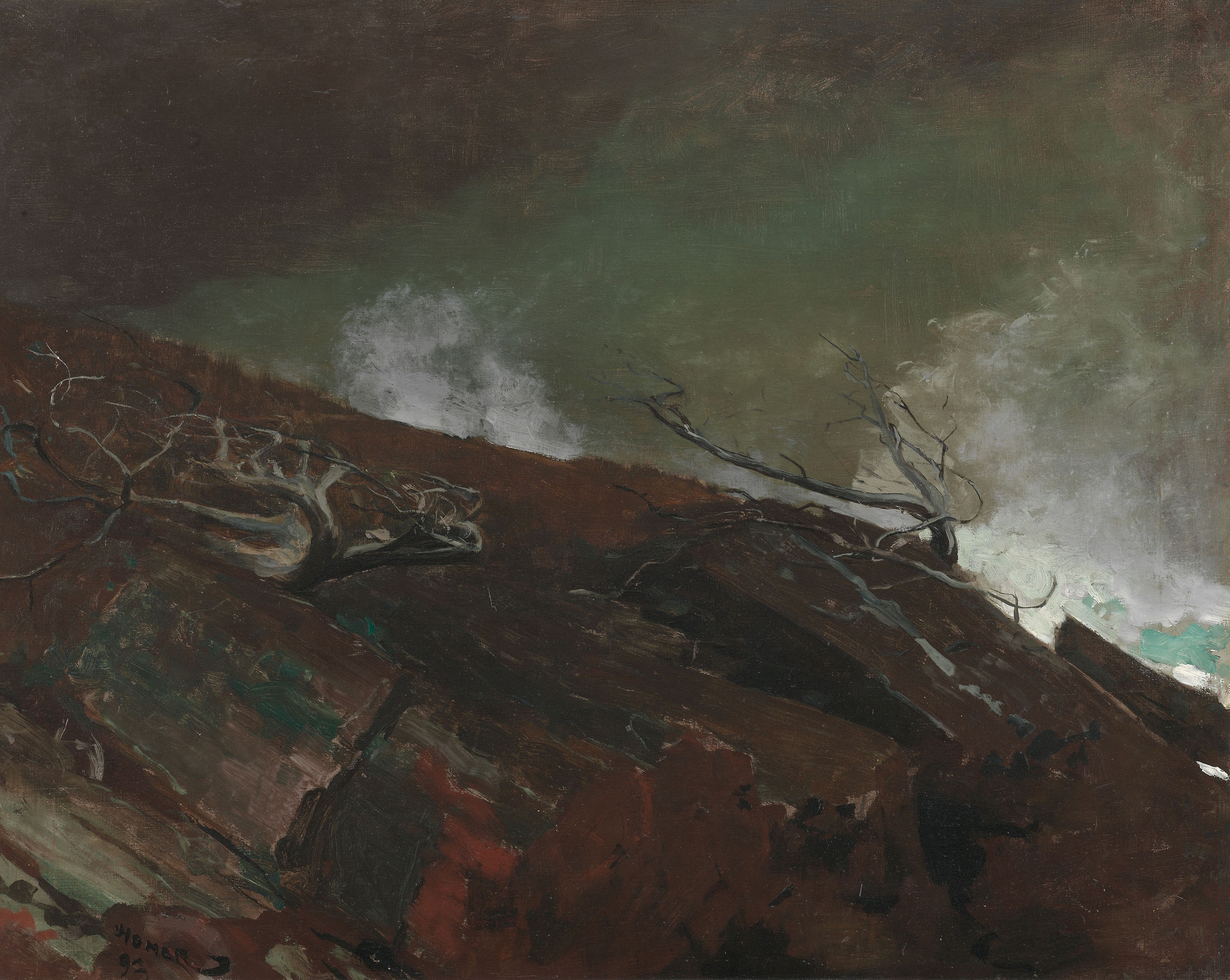
Winslow Homer, Wybrzeże Maine (1893)
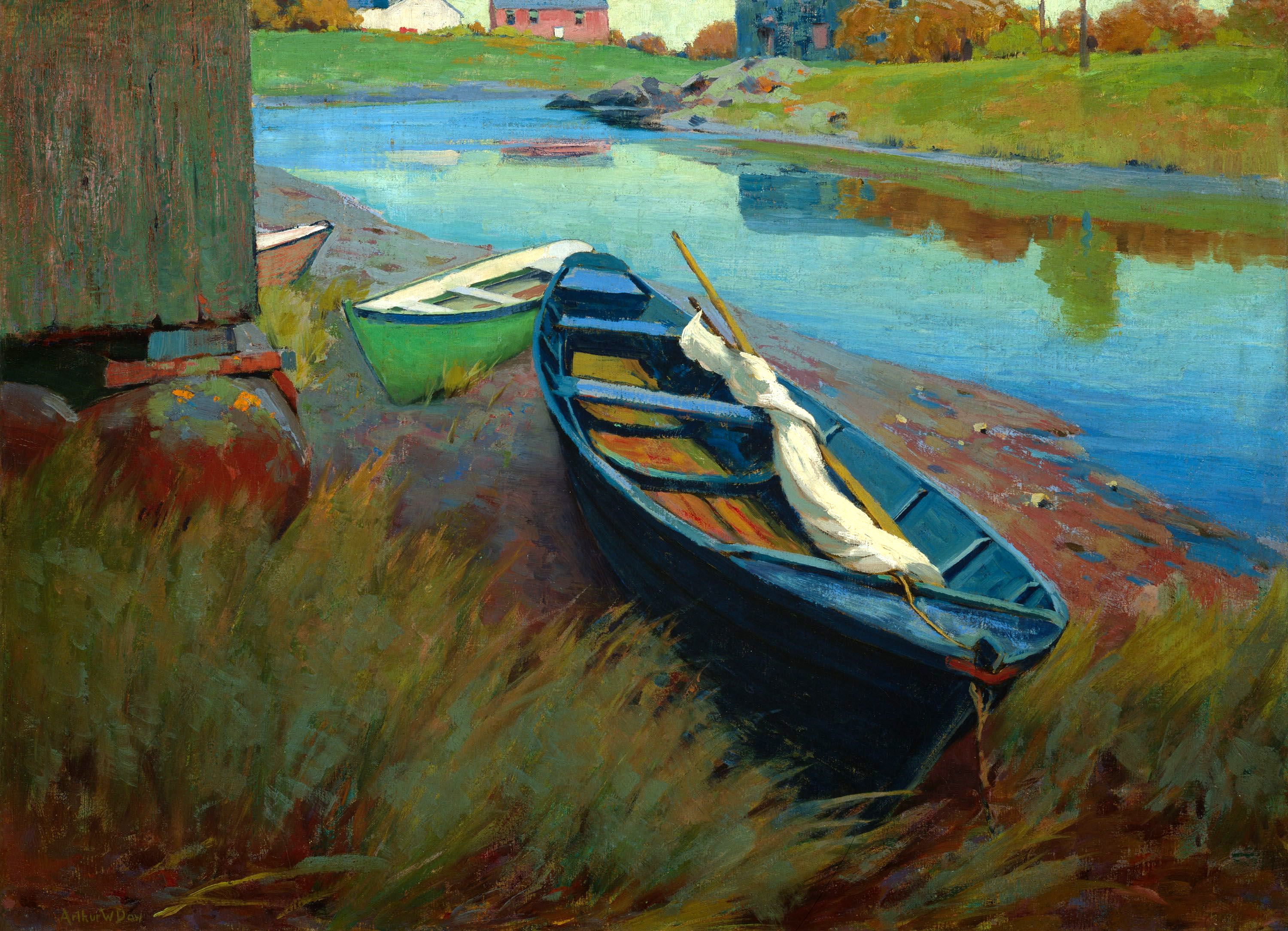
Arthur Wesley Dow, Łodzie w spoczynku (ok. 1895)
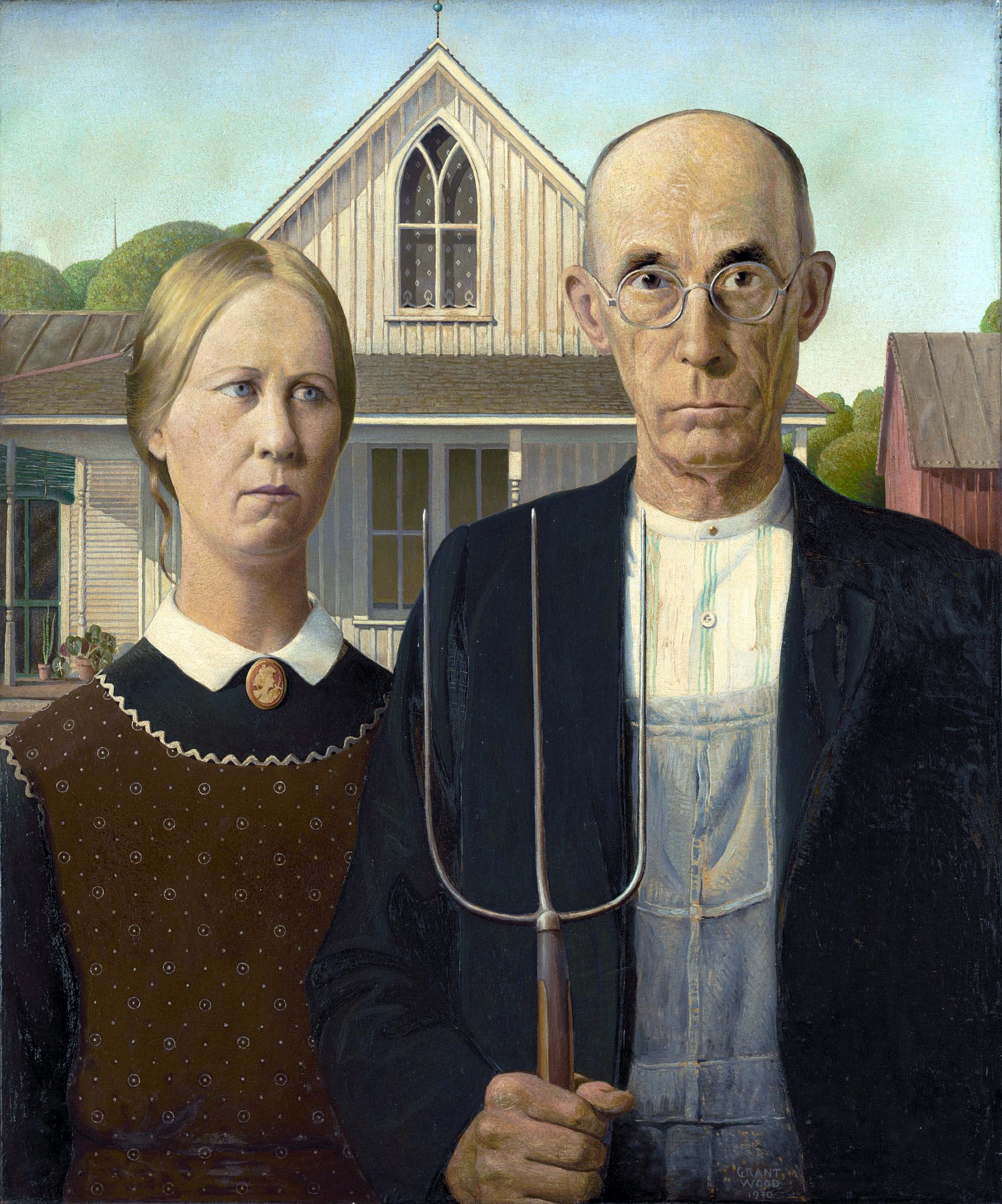
Grant Wood, American Gothic (1930)

### Zbiory Terra Collection
Od kwietnia 2005 ok. 50 obrazów, znajdujących się początkowo w zbiorach Terra Museum (obecnie Terra Foundation) zostało wypożyczonych do Działu Sztuki Amerykańskiej Art Institute of Chicago. Połączone zbiory mieszczą się w nowym zespole galerii stanowiąc wspólnie jedną z najbardziej znaczących kolekcji sztuki amerykańskiej. Dokumentacja zbiorów fundacji jest przechowywana w Dziale Druków i Rysunków Art Institute of Chicago.

### Kolekcja sztuki afroamerykańskiej
Muzeum Art Institute of Chicago należy do tych instytucji, które przyczyniły się do popularyzacji sztuki afroamerykańskiej a zgromadzone w nim eksponaty stanowią historyczną ilustracje postępu dokonanego przez Amerykanów afrykańskiego pochodzenia jak również toczonej przez nich walki o równouprawnienie.
Przykładem drogi, jaką Afroamerykanie pokonali, żeby przełamać stereotypy, jest dagerotyp Frederick Douglass Samuela J. Millera. Ukazuje on byłego niewolnika a następnie obrońcę czarnoskórych niewolników w Stanach Zjednoczonych jako pewnego siebie, porządnie ubranego mężczyznę. Douglass reprezentuje tu nowy typ Murzyna, wykształconego i cieszącego się szacunkiem. Widoczny jest zarazem przełom w ideologii rasy czarnej w Ameryce i droga, jaką ona przeszła.
Artystą, który podjął się kontynuowania zmienionego sposobu przedstawiania ludzi rasy czarnej, był Archibald Motley. Postanowił on malować „swoich ludzi” takimi, jakimi byli. Artysta twierdził, że “chciał swym obrazom nadać rys rasowej dumy“ Motley uczęszczał na zajęcia w School of the Art Institute of Chicago i od czasu do czasu musiał zmagać się z uprzedzeniami rasowymi ze strony białych kolegów. Mimo to wierzył, że szuka jest najlepszym sposobem przełamywania barier rasowych. W swym obrazie The Octoroon Girl (1925) Motley rzucił wyzwanie konwencjonalnemu obrazowi Afroamerykanina. Przedstawiona na obrazie kobieta, spełniająca wszelkie wymogi “białości”, jest w rzeczywistości w 1/8 czarna. Przełamując tradycyjne poglądy dotyczące czarnych był obraz świadectwem czasów, w których powstał; wskazuje na to użyty w jego tytule termin “oktoron”.
Innym dziełem rzucającym wyzwanie ówczesnemu obrazowi Afroamerykanina jest rzeźba Bokser Richmonda Barthe z 1942. Dzieła Barthe zyskały popularność i uznanie a on sam stał się znaczącą osobistością wśród artystów afroamerykańskich. Bokser przedstawia znanego na przełomie lat 30. i 40. XX w. czarnoskórego boksera kubańskiego Eligio Sardiñasa Montalvo, znanego pod pseudonimem Kid Chocolate. Prezentacja rzeźby zbiegła się w czasie z sukcesami innego czarnoskórego boksera, amerykańskiego mistrza świata z lat 1937–1949 Joe Louisa, który pokonał na ringu wielu białych przeciwników. Kariera Luisa oznaczała wielki krok naprzód dla Afroamerykanów i równość, przynajmniej na arenie sportowej.
Zmieniające się idee rasy czarnej znalazły również wyraz w pracach takich artystów jak Jacob Lawrence. Większość jego dzieł skupia się na historii Afroamerykanów wykorzystując różne techniki (jak powtórzenia) do wyrażenia artystycznego przesłania. W czarno-białym obrazie Graduation z 1948, Lawrence ukazał wpływ, jaki wywarło zdobycie dyplomu przez Afroamerykanina na morale rodziny. Dzieło było prezentowane łącznie z poematem Langstona Hughe’a pod tym samym tytułem. Kontrasty między bielą a czernią uwidaczniają fakt, iż opisywane wydarzenie było znaczące zarówno dla czarnych jak i białych Amerykanów a nacisk na edukację stał się kluczem do postępu wśród Afroamerykanów i osiągnięcia przez nich równości społecznej. Obraz Graduation zdołał dać pozytywny ich obraz, przedstawiając ich jako ludzi zorientowanych na naukę.
Wykorzystanie sztuki jako motywacji politycznej stało się kluczowym czynnikiem w sztuce afroamerykańskiej. Zbiory w muzeum chicagowskim dotykają również społecznych implikacji tej sztuki. Czarnoskórzy artyści jawią się jako wynik walki, którą toczyli ich przodkowie, a także wysiłków, jakie oni sami nadal muszą podejmować aby pokonywać ciągle istniejące bariery.
Prezentowana w Art Institute of Chicago kolekcja sztuki afroamerykańskiej stanowi w istocie dokładny, historyczny opis życia Afroamerykanów. Porównanie obrazów od dagerotypu do dzieł współczesnych ukazuje świat różnic. Zmienił się nie tylko odbiór Afroamerykanów, również artyści afroamerykańscy stworzyli odrębną szkołę sztuki. Przełom, jaki się dokonał pomiędzy wpływem Afryki, przez jaki byli definiowani, po zwyczajne uczenie się z kultury przodków, pomógł im wyrwać się z utartych stereotypów, w których niegdyś zmuszeni byli tkwić.